# Aubrac
Pour les articles homonymes, voir Aubrac (homonymie).
L'Aubrac est un haut plateau volcanique et granitique situé dans le centre-sud du Massif central, dans le nord de l'Occitanie sur les départements de l'Aveyron et de la Lozère, ainsi qu'une petite partie en Auvergne-Rhône-Alpes dans le Cantal, constituant une région naturelle française. Il présente des ressemblances avec le Cézallier et on peut le rattacher comme lui aux hautes terres d'Auvergne.
Il est bordé à l'ouest par la Viadène, au nord-ouest par les monts du Cantal, au nord par la planèze de Saint-Flour, à l'est par la Margeride et au sud par les plateaux calcaires des Grands Causses.

## Toponymie
Dans la documentation historique, « Aubrac » est mentionné sous les formes Altobraco, Albracum, Albrac et même Auborac en occitan. Le second élément -brac est peut-être issu du gallo-roman BRACO, attesté dans une glose, et qui procèderait lui-même du gaulois *bracu. Il signifie « endroit humide, boueux ». Cf. vieil occitan brac « boue ». Ce mot subsiste encore dans divers dialectes d'oïl (rare) sous la forme brai au sens de « terrain humide » (Piéron), jadis il existait en ancien français au sens de « boue », ainsi qu'en toponymie sous la forme Bray ou Braye.

## Géographie

### Topographie, géologie

Carte de l'Aubrac.

La région de l'Aubrac ou monts d'Aubrac ou aussi plateau de l'Aubrac est une zone située à cheval sur les départements de la Lozère, du Cantal et de l'Aveyron. Elle est délimitée au sud par le Lot, au nord par la Truyère et à l'est par la Colagne. Le massif culmine au sud à 1 469 m au signal de Mailhebiau. C'est un massif volcanique relativement ancien (6 à 9 millions d'années) par rapport aux volcans de la chaîne des Puys qui eux, n'ont que quelques milliers à dizaines de milliers d'années. Il prend la forme d'une échine basaltique allongée (30 km de long), de direction nord-ouest/sud-est, surmontant un socle granitique (laccolite de la Margeride), et issue soit d'un volcanisme de type fissural (rift) soit, selon les auteurs les plus récents, de plusieurs volcans de type hawaïen (volcan rouge) très rapprochés les uns des autres. Les laves émises sont basaltiques ou de composition proche (basanite, trachybasalte, téphrite…). On peut toutefois trouver localement des traces d'éruptions plus violentes, comme des pyroclastites sous forme de tufs ou de brèches, en particulier sur les sommets autour d'Aubrac et à Mailhebiau.
Malgré ces éruptions, les sommets de l'Aubrac sont en général peu marqués car les coulées volcaniques ont été fluides et ont semble-t-il construit peu de volcans bien individualisés (ou alors ceux-ci ont peut-être été érodés lors des phases chaudes de la fin du tertiaire). Quelques hauteurs notables ont été dégagées ensuite par l'action des glaciers quaternaires (mesas) mais beaucoup d'autres ont été rabotées par ces mêmes glaciers, accentuant la mollesse du relief.
Sommets principaux :
- Signal de Mailhebiau (1 469 mètres)
- Puy[Note 2] d'Alteteste (la « haute tête ») (1 450 mètres)
- Les Truques d'Aubrac (1 440 mètres)
- Puy de Gudette (1 427 mètres)
- Coumborio (1 407 mètres)
- Puech du Roussillon (1 402 mètres)
- Suc de Born (1 385 mètres)
- Montagne du Faltre (1 381 mètres)
- Mountasset (1 374 mètres)
- Montagne de Rabios (1 353 mètres)
- Le Drellier (1 342 mètres)
- Pic de Mus (1 327 mètres)
- Roc du Cayla (1 298 mètres)
- Mont Redorte (1 286 mètres)
- Puy de la Tuile (1 286 mètres)
- Truc des Coucuts (1 286 mètres)
- La Sentinelle (1 269 mètres)

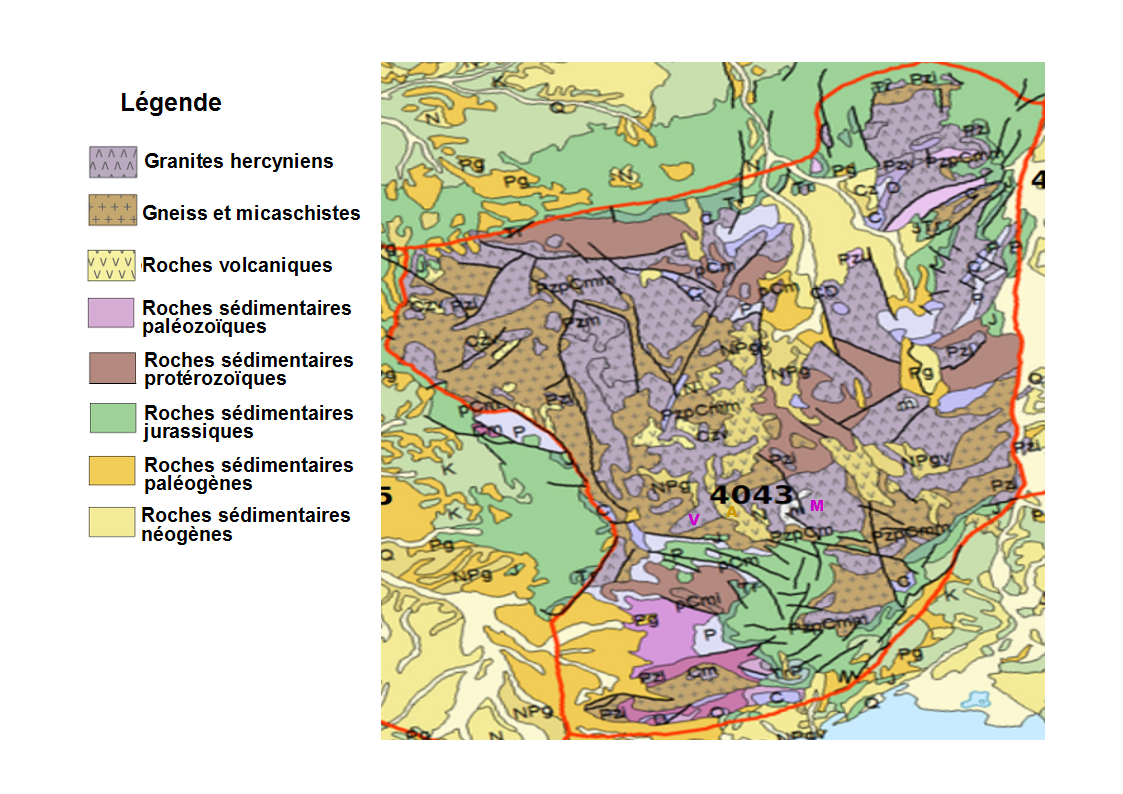
L'Aubrac (A) entre le massif granitique de la Margeride (M) et de Veinazès (V).

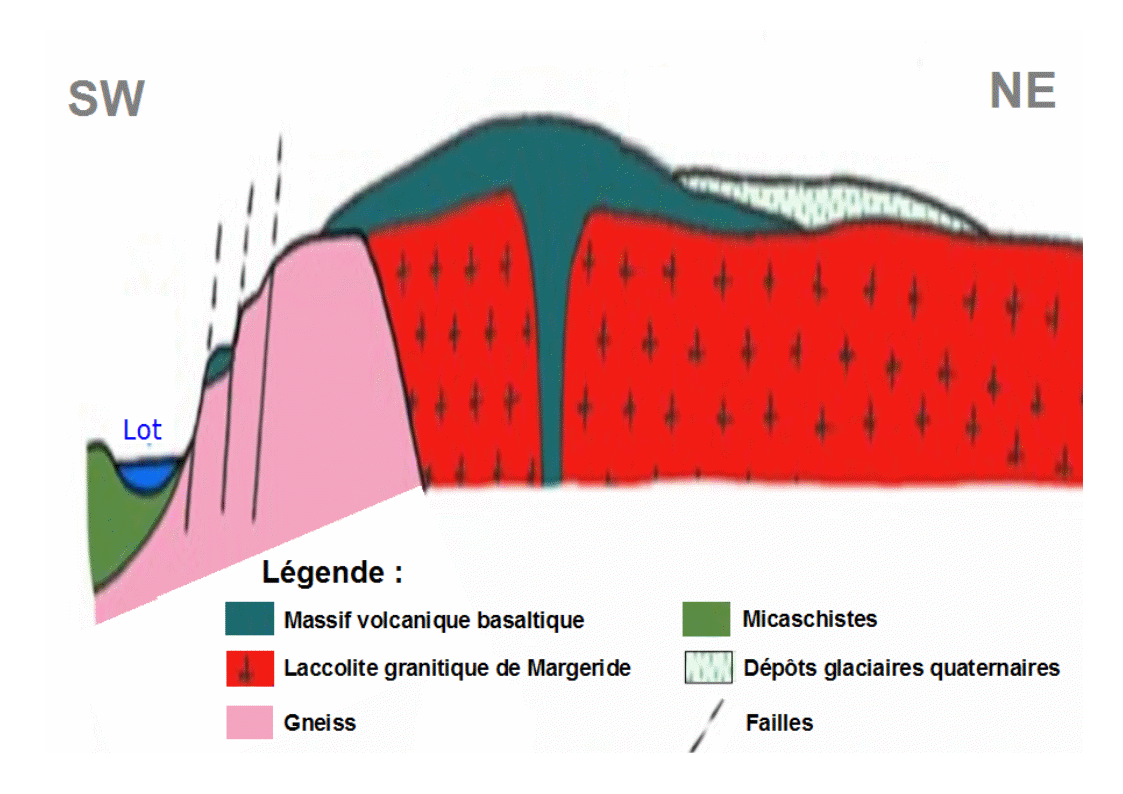
Coupe géologique du plateau de l'Aubrac.

La crête basaltique domine au nord-est un haut plateau granitique (altitude moyenne : 1 200 m) qui a la particularité d'avoir été recouvert d'une grande calotte glaciaire (500 km2 de superficie et 200 à 300 m d'épaisseur) à l'ère quaternaire (pléistocène) et à trois reprises (glaciation de Mindel, de Riss et de Würm). Les glaciers ont laissé des marques visibles un peu partout (vallées en auge en périphérie — comme celle du Bès au nord ou de la Biourière au sud —, moraines, drumlins, blocs erratiques, roches moutonnées) ainsi que des dépôts étendus d'alluvions (sandur, kames, dépôts fluvio-glaciaires divers). Ces dépôts sont parfois exploités (sablières d'Usanges). Quant aux zones de surcreusement glaciaire (ombilic), elles sont souvent occupées par des zones humides, dont un grand nombre de tourbières, et parfois des lacs. Ces derniers ont pu aussi se former en amont de barrages morainiques.
Au sud-ouest (côté aveyronnais), le paysage est caractérisé par de fortes pentes boisées (hêtres) qui contrastent avec les immenses pâturages nus de l'Aubrac lozérien. La crête de l'Aubrac domine ici la vallée du Lot par un abrupt de 1 000 m de dénivelé. C'est le pays des Boraldes, rivières courtes et rapides coulant dans des vallées très encaissées et se jetant dans le Lot. Ces vallées ont entaillé le socle de l'Aubrac qui a la particularité d'être ici métamorphique (micaschiste, gneiss) alors qu'il est partout ailleurs granitique.

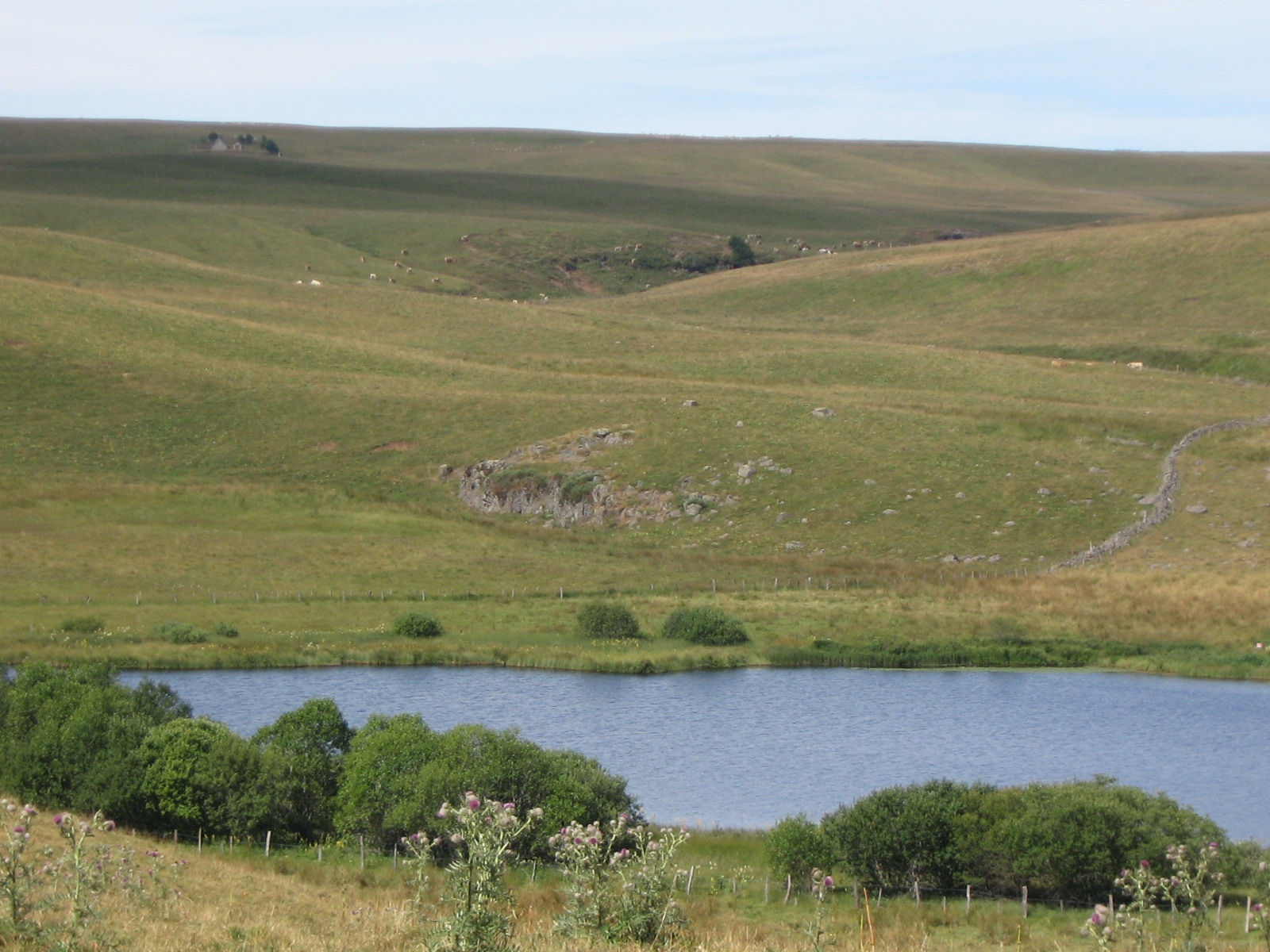
Paysage typique de l'Aubrac aux environs du lac de Souveyrols.
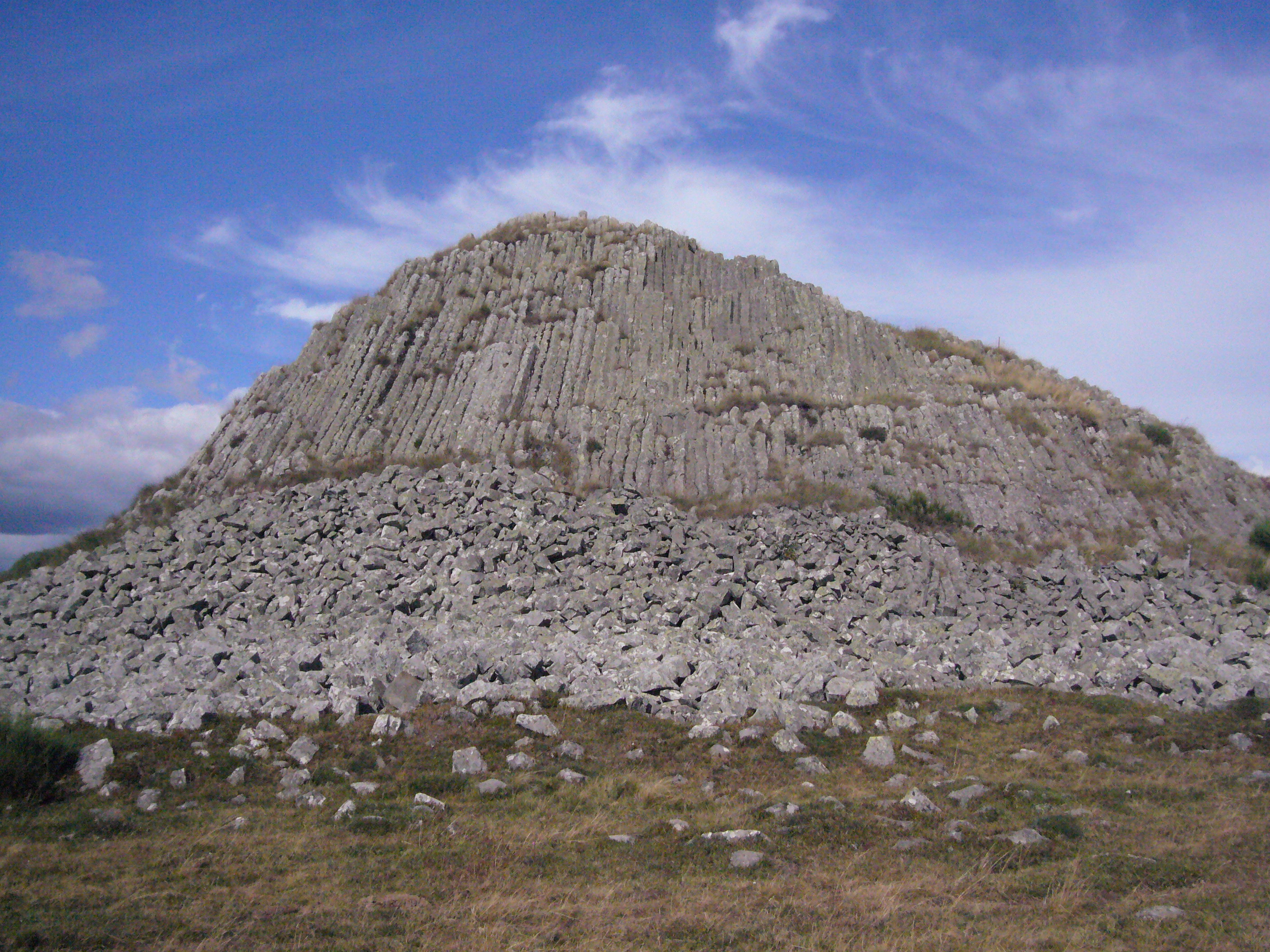
Le truc des Coucuts dans la commune de Prinsuéjols avec ses orgues basaltiques.
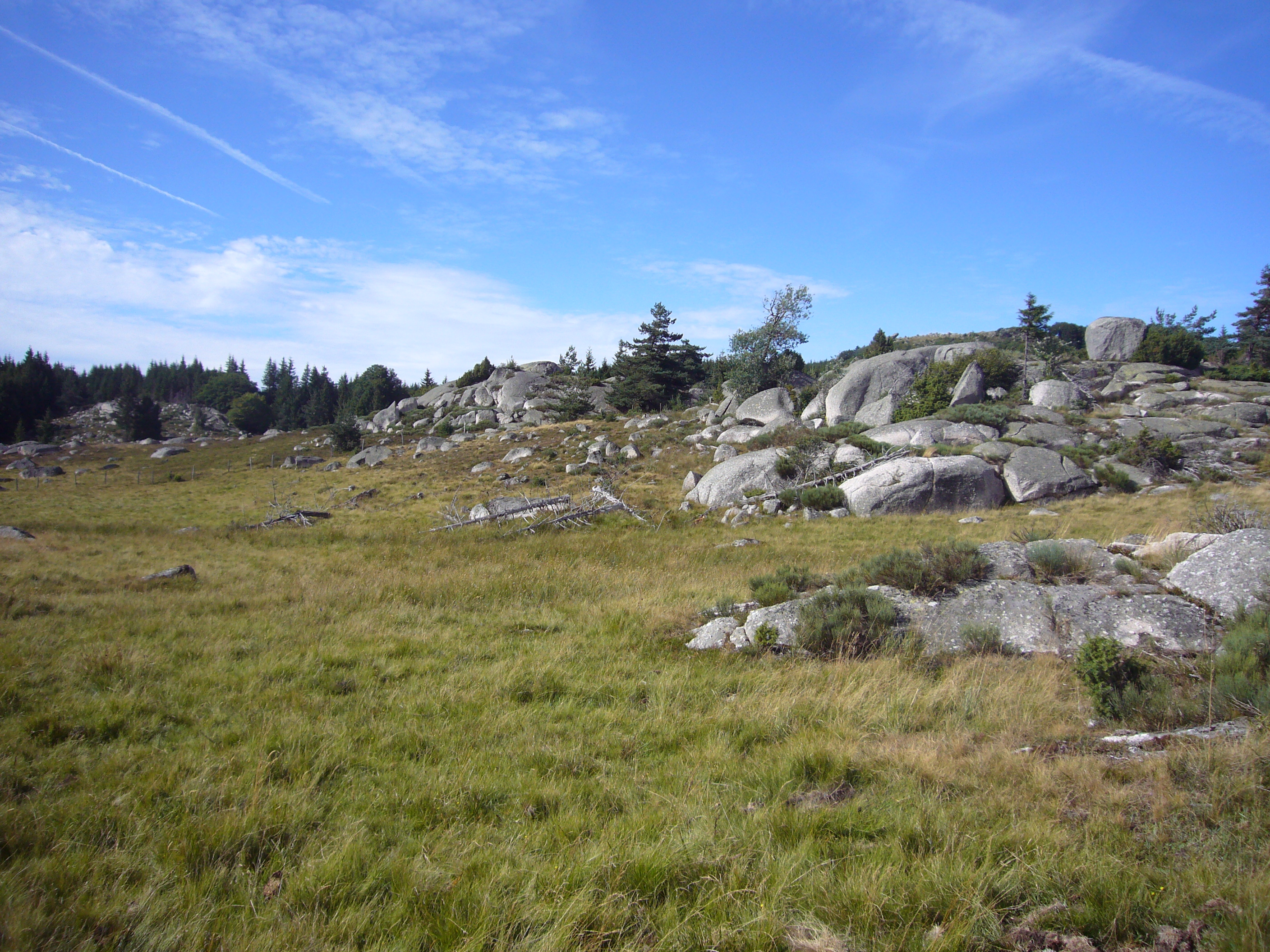
Bel ensemble de roches granitiques polies par les glaciers (roches moutonnées) dans la haute vallée de la Biourière.

### Climat

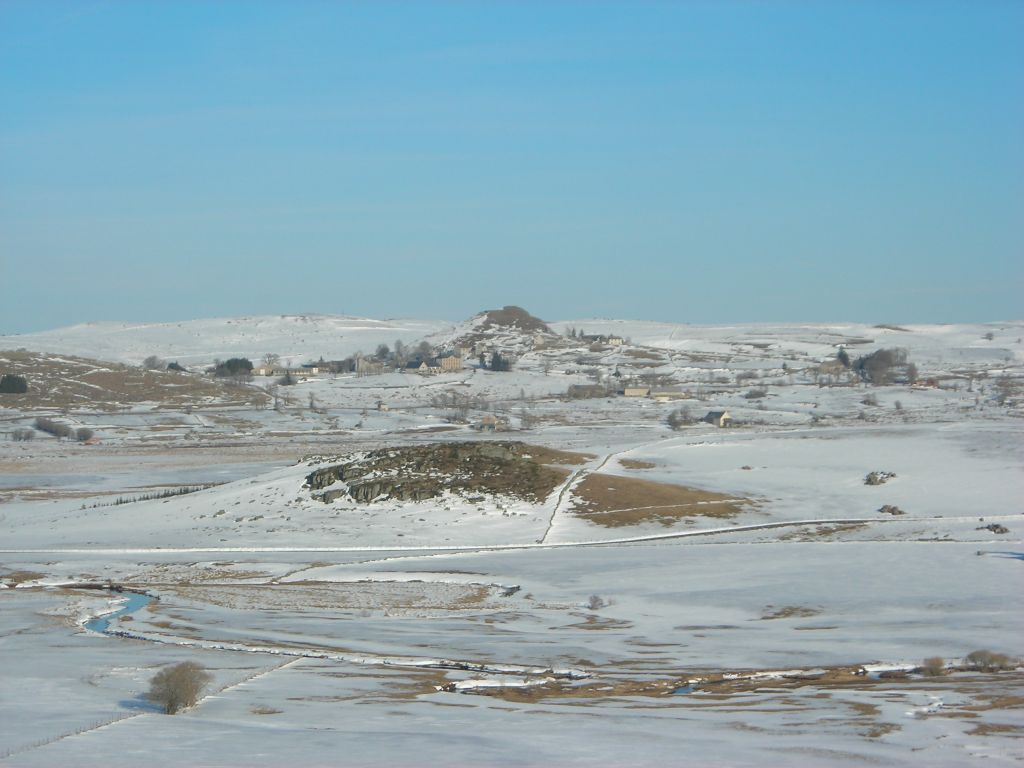
L'Aubrac en hiver (sont visibles le Bès au premier-plan, puis le village de Marchastel dominé par un piton volcanique et le mont Redorte, bien enneigé, en arrière-plan).

Le climat sur l'Aubrac est rude et le plateau est souvent très enneigé l'hiver. Le massif compte plusieurs petites stations de ski (Laguiole, Brameloup, Nasbinals, Saint-Urcize). Il peut neiger en altitude d'octobre à mai et il peut y geler la nuit presque tous les mois de l'année. Le vent ne rencontre aucun obstacle sur le plateau et balaye la neige, formant des congères parfois énormes qui peuvent rester tard dans la saison (jusqu'en mai-juin).
Les précipitations sont abondantes toute l'année et avoisinent les 2 mètres sur les versants exposés. Le vent dominant est celui d'ouest mais le vent de sud apporte parfois aussi brouillard et mauvais temps sur le sud de l'Aubrac (en particulier lors des épisodes cévenols). Les étés peuvent être chauds mais ils sont souvent orageux, les orages pouvant être violents comme dans toutes les zones de montagne.

### Hydrographie

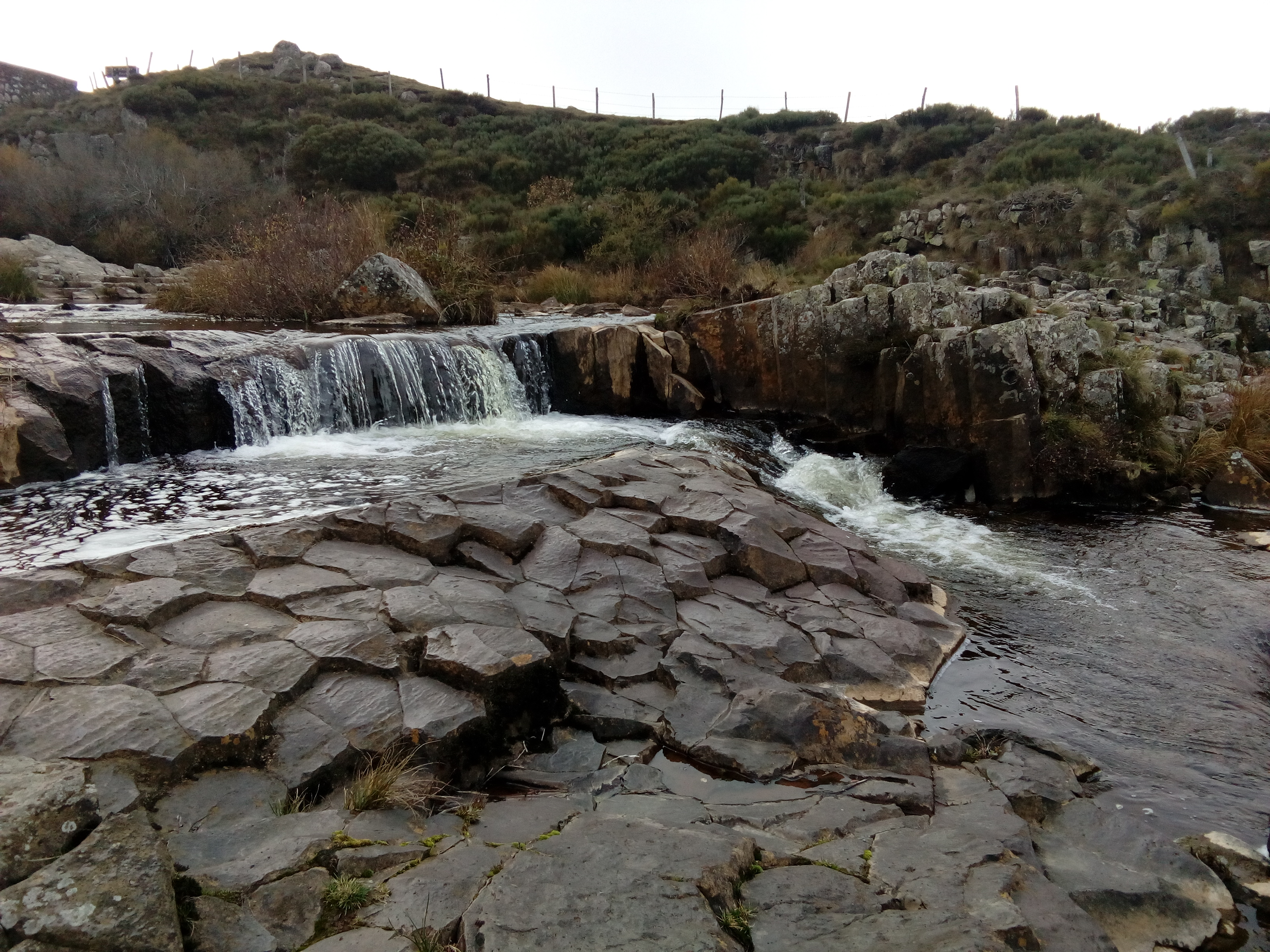
Le ruisseau des Plèches au pont des Nègres. Chaussée de roche basaltique fracturée en prismes.

L'effet de barrière qu'oppose l'Aubrac aux perturbations et le niveau élevé des précipitations qui en résulte se conjuguent avec la capacité des roches volcaniques sommitales à emmagasiner l'eau, pour lui faire occuper une position de « château d'eau » naturel. Les nombreuses sources, ruisseaux et rivières qui prennent naissance sur le plateau alimentent le Lot, soit directement par le versant méridional, soit indirectement par l'intermédiaire de la Colagne ou de la Truyère. Par leur capacité de rétention des eaux, les dépôts d'origine glaciaire ou fluvioglaciaire et plus généralement les tourbières qui en garnissent les dépressions participent au soutien des débits estivaux des cours d'eau situés en aval.
La principale rivière du plateau est le Bès qui coule du sud vers le nord et va se jeter dans la Truyère. Il reçoit de nombreux affluents dont le ruisseau des Plèches et le Rioumau. Au sud, les ruisseaux sont plus courts et ont une pente beaucoup plus forte. Ils se jettent directement dans le Lot et sont regroupés sous l'appellation de Boraldes.

### Milieu naturel
En défrichant la forêt et en élevant du bétail sur de vastes surfaces, l'homme a créé en Aubrac des milieux d'altitude ouverts satisfaisant aux exigences d'espèces végétales et animales plus diversifiées que celles qui peuplaient le milieu primaire originel. Le bon état de préservation des milieux dû au maintien d'activités agropastorales de caractère extensif et le faible niveau de fragmentation écopaysagère lié à un maillage urbain très lâche et à un certain isolement par rapport aux grands axes de communication, en font un espace à haute naturalité offrant des conditions d'habitat particulièrement favorables à l'expression de la biodiversité. Au sein des communautés caractéristiques des biotopes agropastoraux, aquatiques, tourbeux, forestiers ou rupestres des moyennes montagnes à tendances humides et froides du Massif central, on recense nombre d'espèces rares ou menacées, certaines d'entre elles y trouvant un de leurs derniers refuges en France. Des modifications liées à une certaine intensification des pratiques agropastorales ou à la déprise, à l'assèchement des zones humides, à la surfréquentation, voire à l'apparition d'espèces invasives pourraient remettre en question ces équilibres.

#### Flore

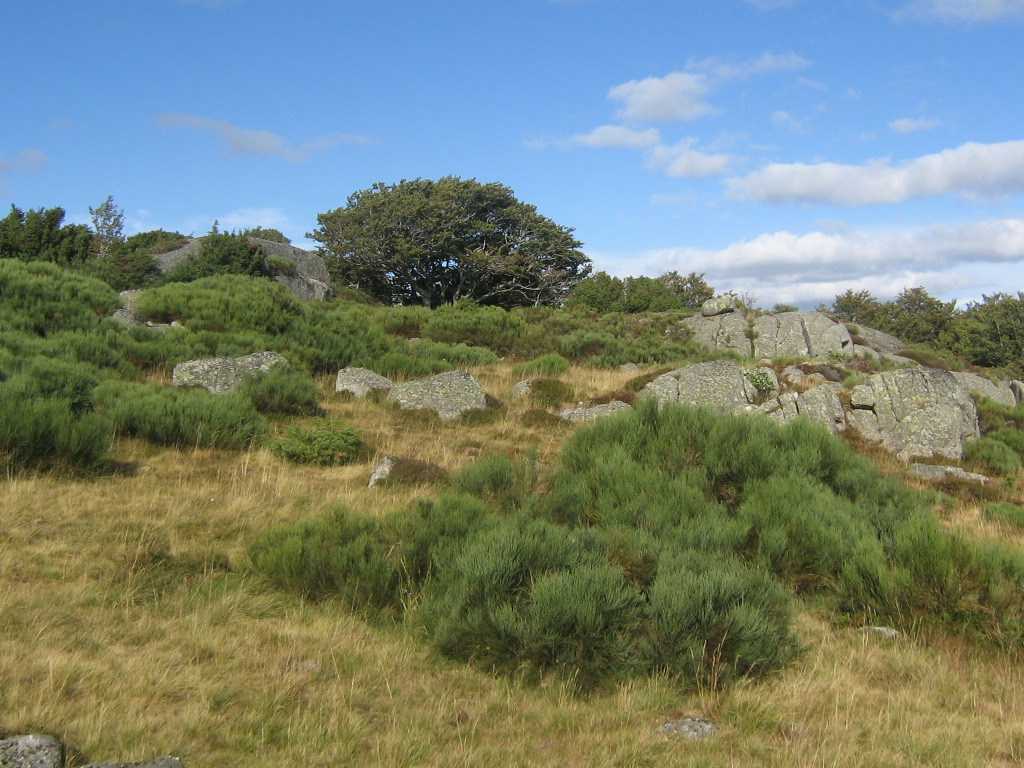
Exemple type d'une lande à genêt purgatif avec rochers de granite et hêtres rabougris dans le sud de l'Aubrac (altitude : 1250 m).

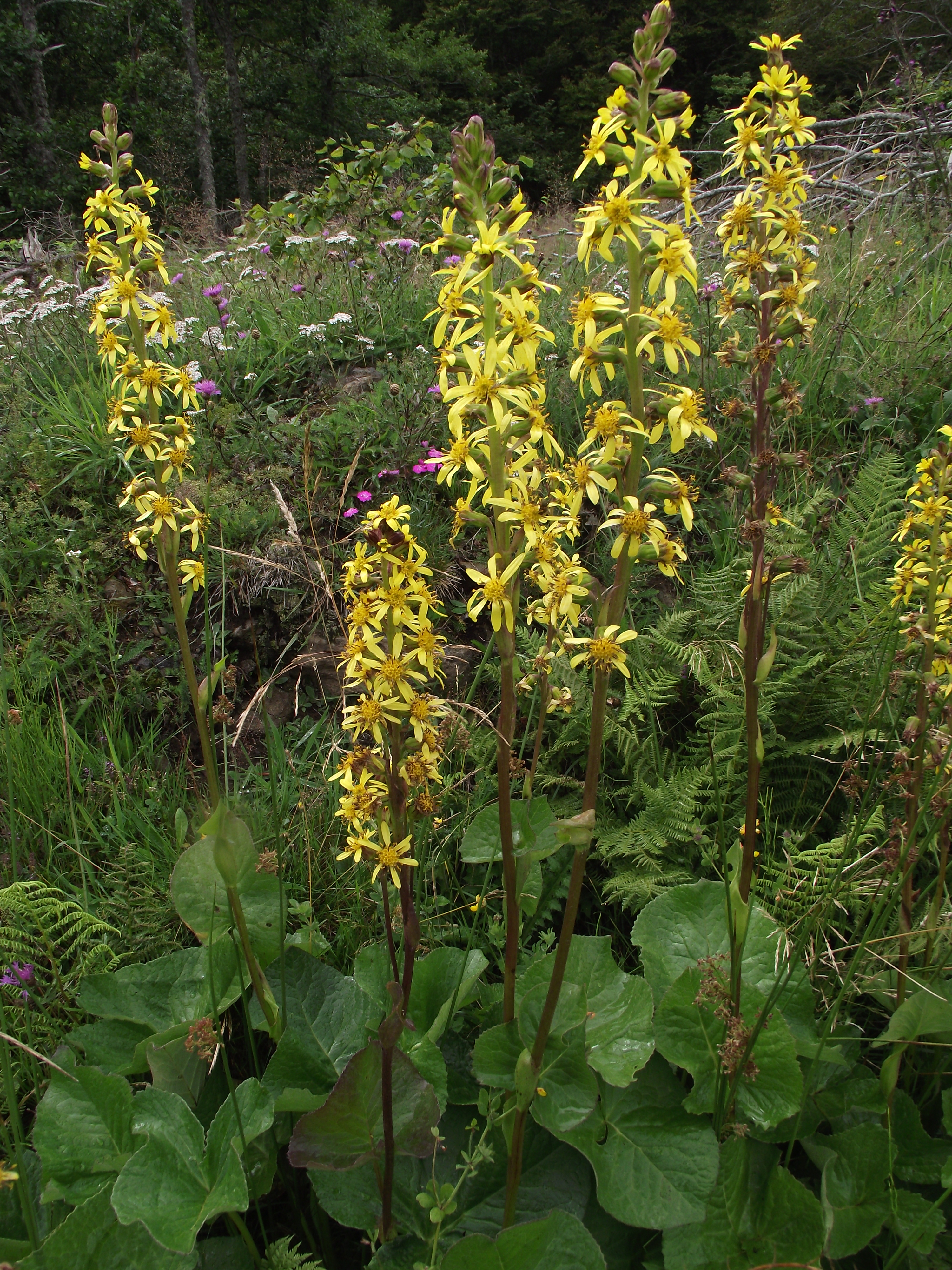
La Ligulaire de Sibérie est une espèce relique des dernières glaciations qui demeure présente dans certaines tourbières ou zones humides de l'Aubrac.

Sur le plan de la végétation, l'Aubrac constitue un milieu varié : grande forêt de hêtres au sud-ouest, petites forêts de résineux au nord et à l'est (essentiellement du pin sylvestre) et au centre de grands pâturages où domine le nard raide (Nardus stricta) et où les arbres sont peu nombreux. Les pâturages les plus riches se situent dans la zone volcanique ; en zone granitique on trouve aussi de bonnes terres mais le sol est en général moins profond et plus pauvre : on trouve fréquemment sur ce type de sol des landes à genêt purgatif (Cytisus purgans), à fougère ou à bruyère callune (Calluna vulgaris) quand le sol est très peu épais. De nombreuses tourbières, milieux naturels exceptionnels, sont également présentes.
Du fait de la grande variété de ces milieux et de leur préservation relativement bonne, la flore est très diversifiée. Les pratiques pastorales traditionnelles accentuent cette richesse en entretenant naturellement les pâturages (fumure, gestion par rotation des pelouses d'estives), ce qui contribue à une plus grande biodiversité. Toutefois, l'intensification de l'agriculture observée depuis quelques années pourrait conduire à une diminution de cette biodiversité (usage d'engrais chimiques dans les prés de fauche et parfois aussi dans certaines pâtures) voire à l'apparition d'espèces invasives comme l'anthrisque sauvage, déjà visible dans certains prés de fauche trop amendés et qui détériore la qualité du foin.
De même, la découverte récente dans certaines tourbières de l'Aubrac d'une sarracénie, plante carnivore originaire d'Amérique du Nord introduite en Europe comme plante d'ornement, a nécessité une intervention par arrachage et interroge sur le maintien des équilibres de ces milieux fragiles.
Malgré tout, à la belle saison, on trouve un large éventail de fleurs caractéristiques de la moyenne montagne ainsi que quelques raretés. Quelques exemples :
- dans les bois de hêtres : Lis martagon, calament à grandes fleurs (le fameux « thé d'Aubrac »), prénanthe pourpre, doronic d'Autriche, centaurée des montagnes, bois-joli, maïanthème à deux feuilles, scille à deux feuilles, etc. ;
- dans les zones humides : droséra (plante carnivore), canneberge, gentiane pneumonanthe, comaret des marais, trèfle d'eau, trèfle en spadices, parnassie des marais, etc. ;
- bord des ruisseaux et mégaphorbiaies : aconit tue-loup et napel (très toxique), renoncule à feuilles d'aconit, pigamon à feuilles d'ancolie, benoîte des ruisseaux, adénostyle à feuilles d'alliaire (relativement rare en Aubrac, seulement au-dessus de 1 200 m), etc. ;
- dans les prés et les landes : gentiane jaune, gentiane champêtre, vératre blanc (toxique), arnica des montagnes, narcisse des poètes, narcisse jaune, trolle d'Europe, fenouil des Alpes (cistre), renouée bistorte, raiponce en épi (variété bleue), diverses orchidées (orchis sureau, orchis tacheté, orchis moucheron…), etc. ;
- les plantes rares (au niveau national mais présentes dans la région) : Ligulaire de Sibérie (relique glaciaire vivant dans les tourbières et zones humides dont il ne subsiste en France que quelques stations, essentiellement dans le Massif central), fluteau nageant[8] (dans les points d'eau ou cours d'eau, endémique européenne, rare et en régression en France), dent de chien (localement abondante dans les prés, les landes et les pâturages d'altitude), pulsatille rouge (plante essentiellement présente dans le Massif central et qu'on trouve en Aubrac dans les landes et les pâturages du versant lozérien), dentaires à cinq ou sept folioles (bois de hêtres d'altitude), ail victorial (plante de haute montagne qui peut descendre localement jusqu'à 1 100 m dans la région), cirse erisithalès (bois rocailleux en zone volcanique), séneçon cacaliaster (bois d'altitude ; en France, ne pousse que dans le Massif central), etc.

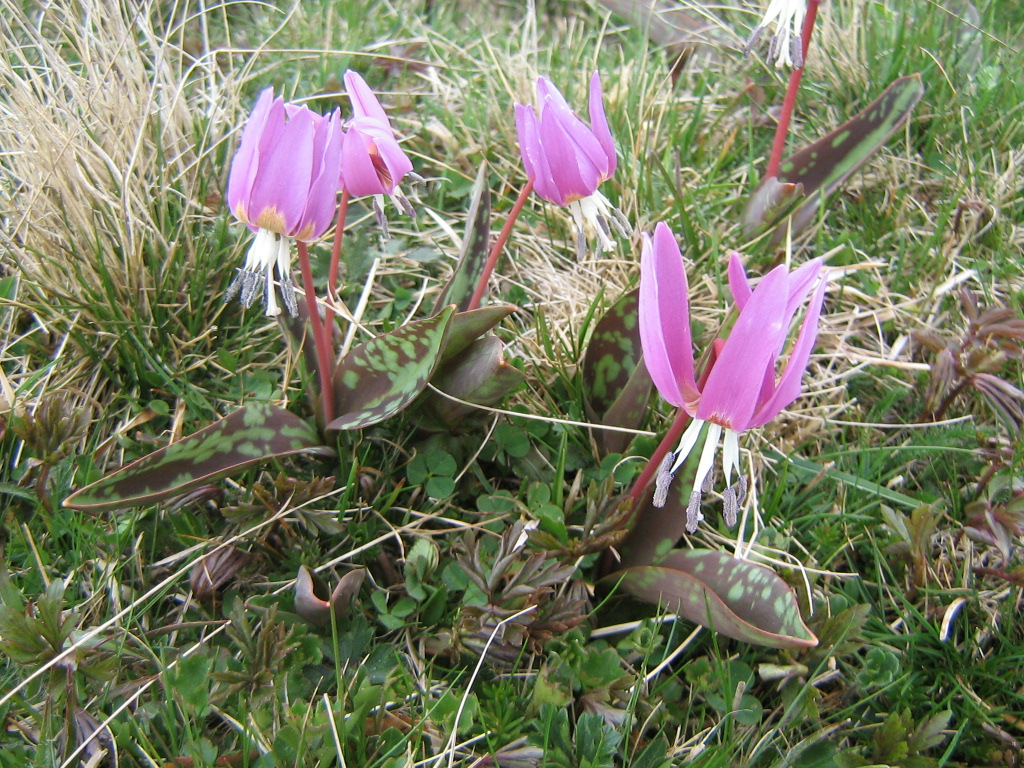
Erythrone dent-de-chien (floraison dans les prés en avril).
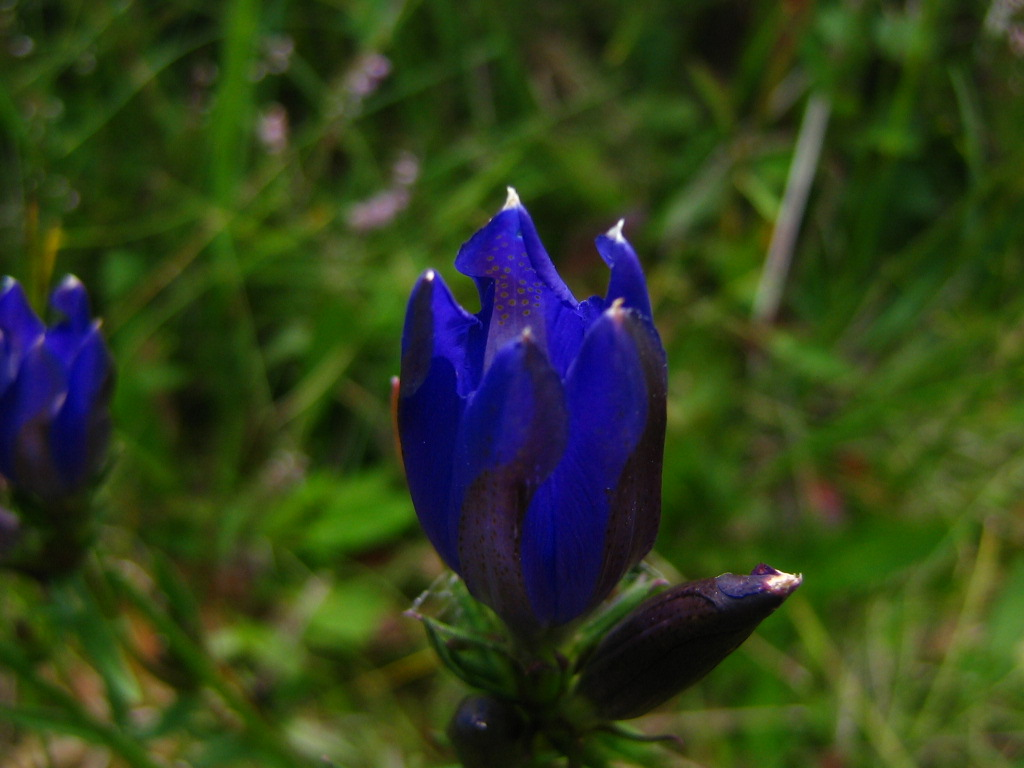
Gentiane pneumonanthe (dans les zones humides en août-septembre).
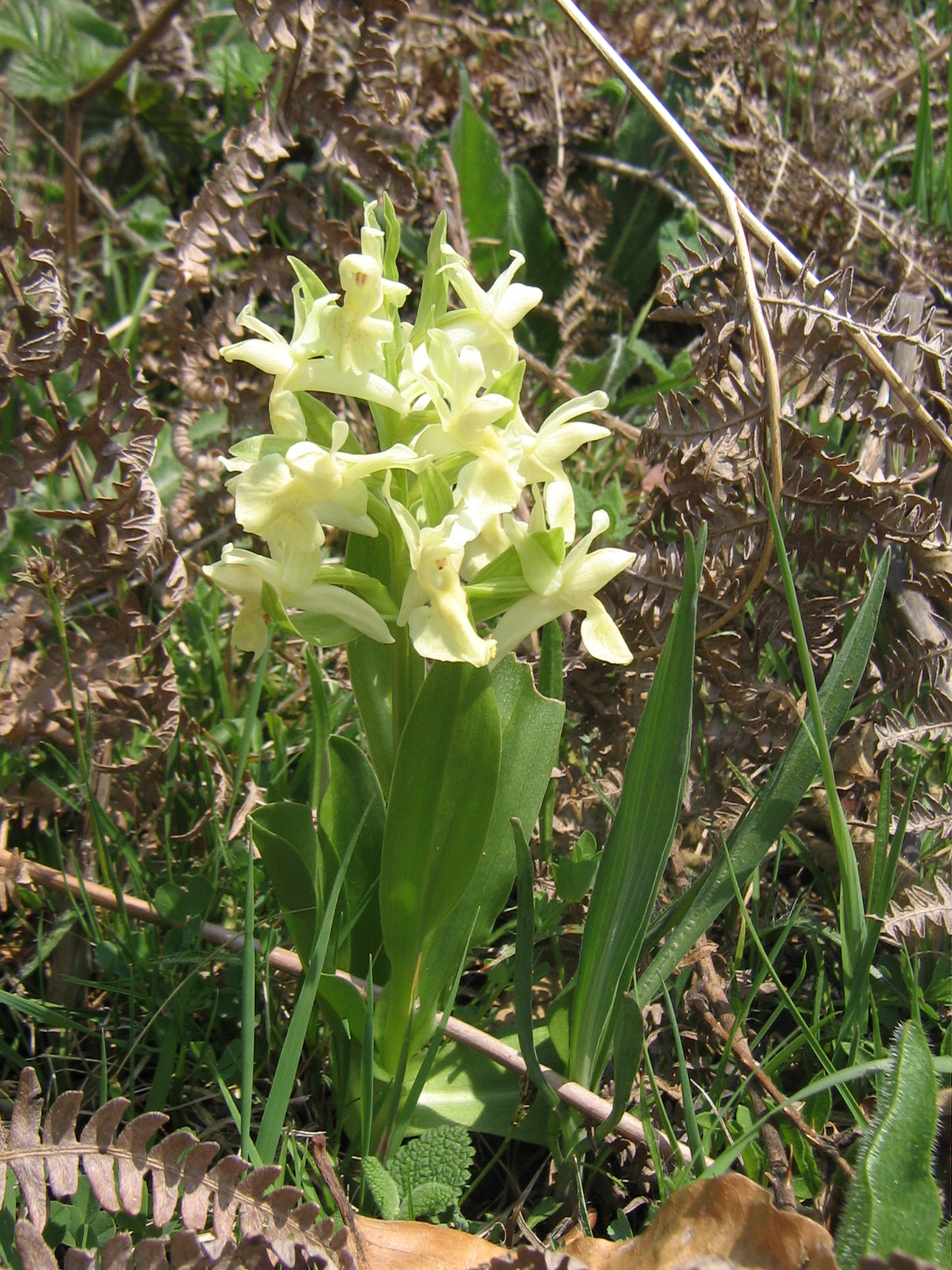
Orchis sureau (dans les landes à genêts au mois de mai).
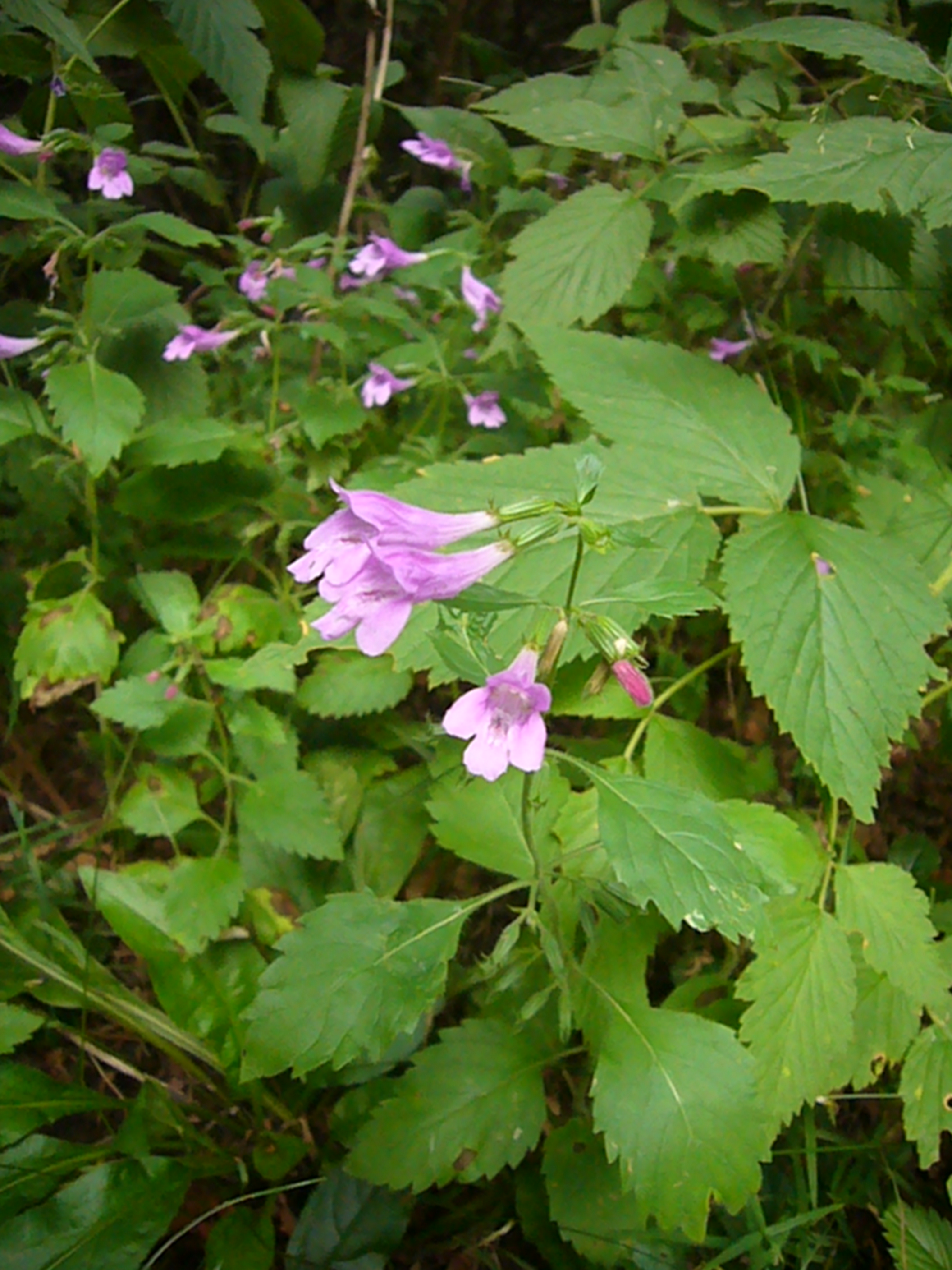
Thé d'Aubrac (dans les bois de hêtres au mois d'août).
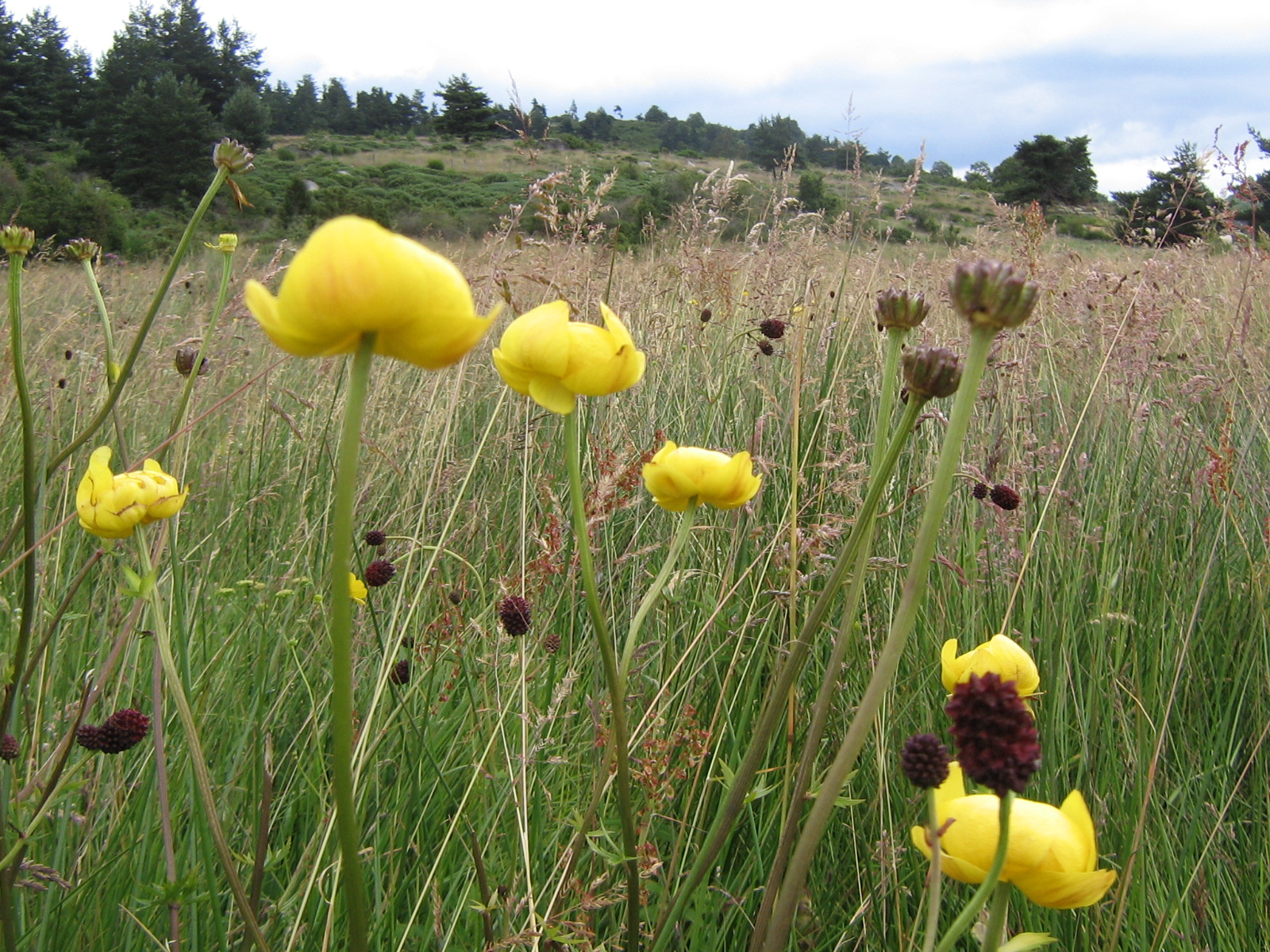
Trolle d'Europe (prés humides en juillet).
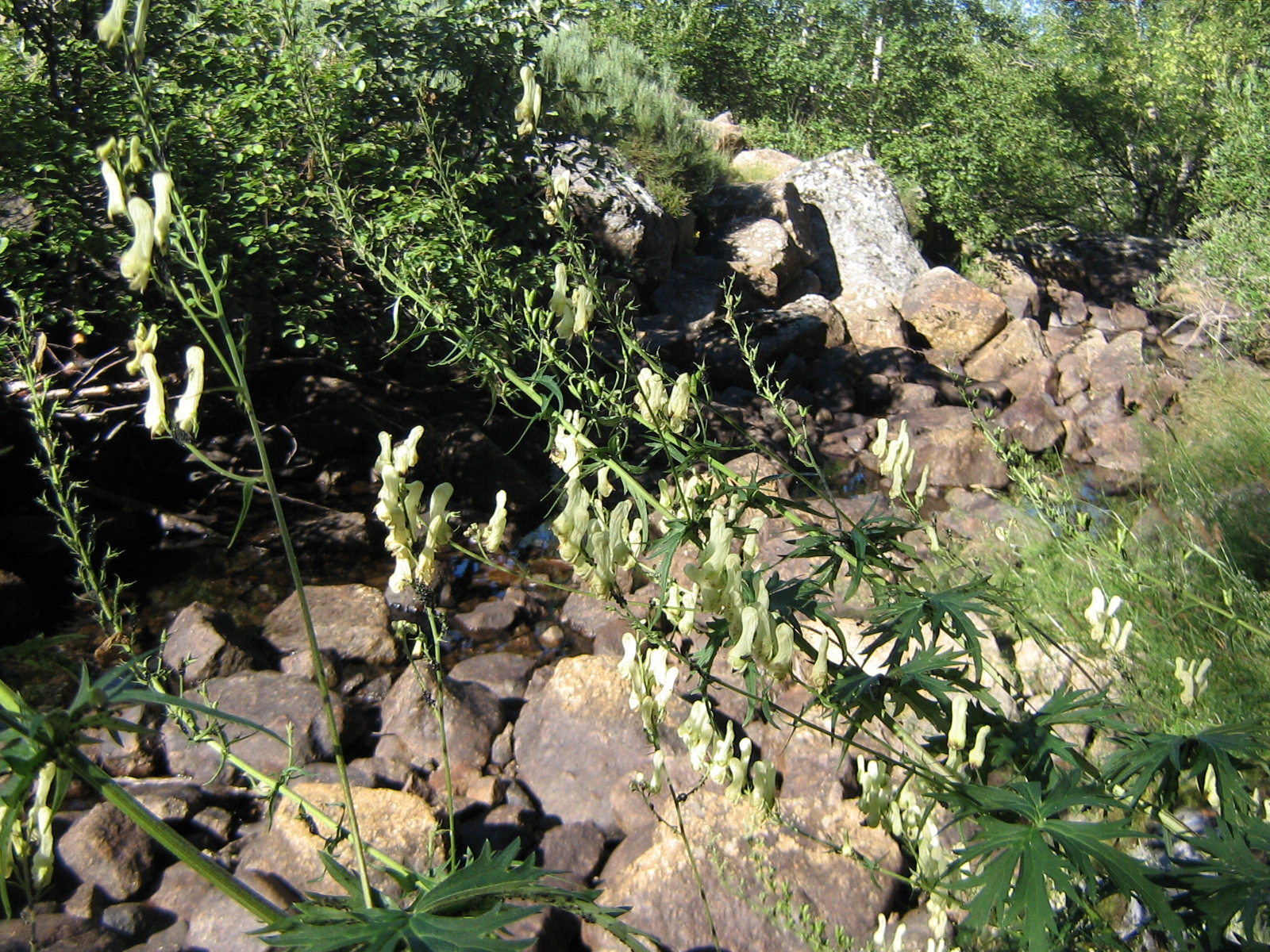
Aconit tue-loup (bord des ruisseaux en août).
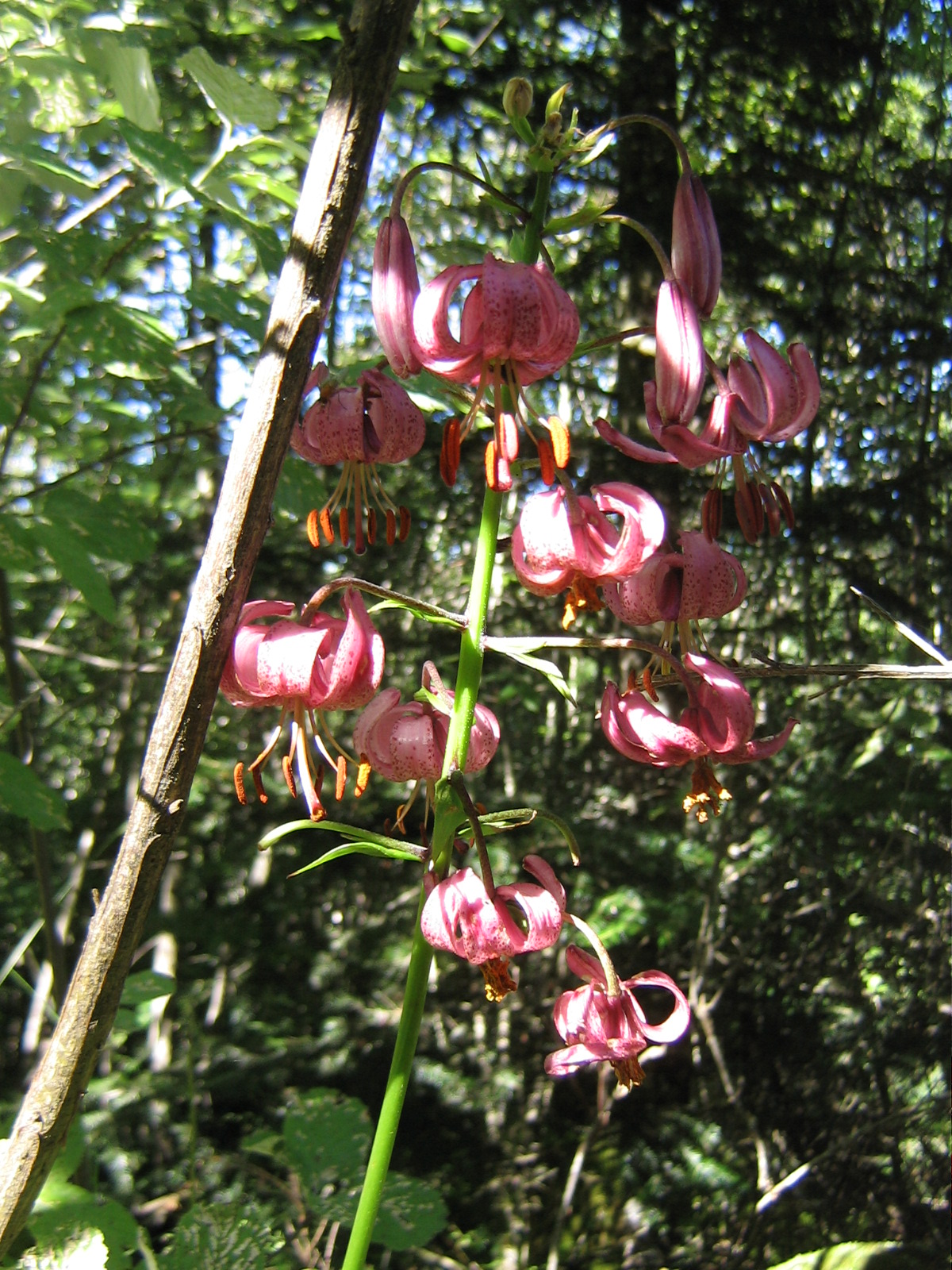
Lis martagon (lisière des hêtraies en juillet).
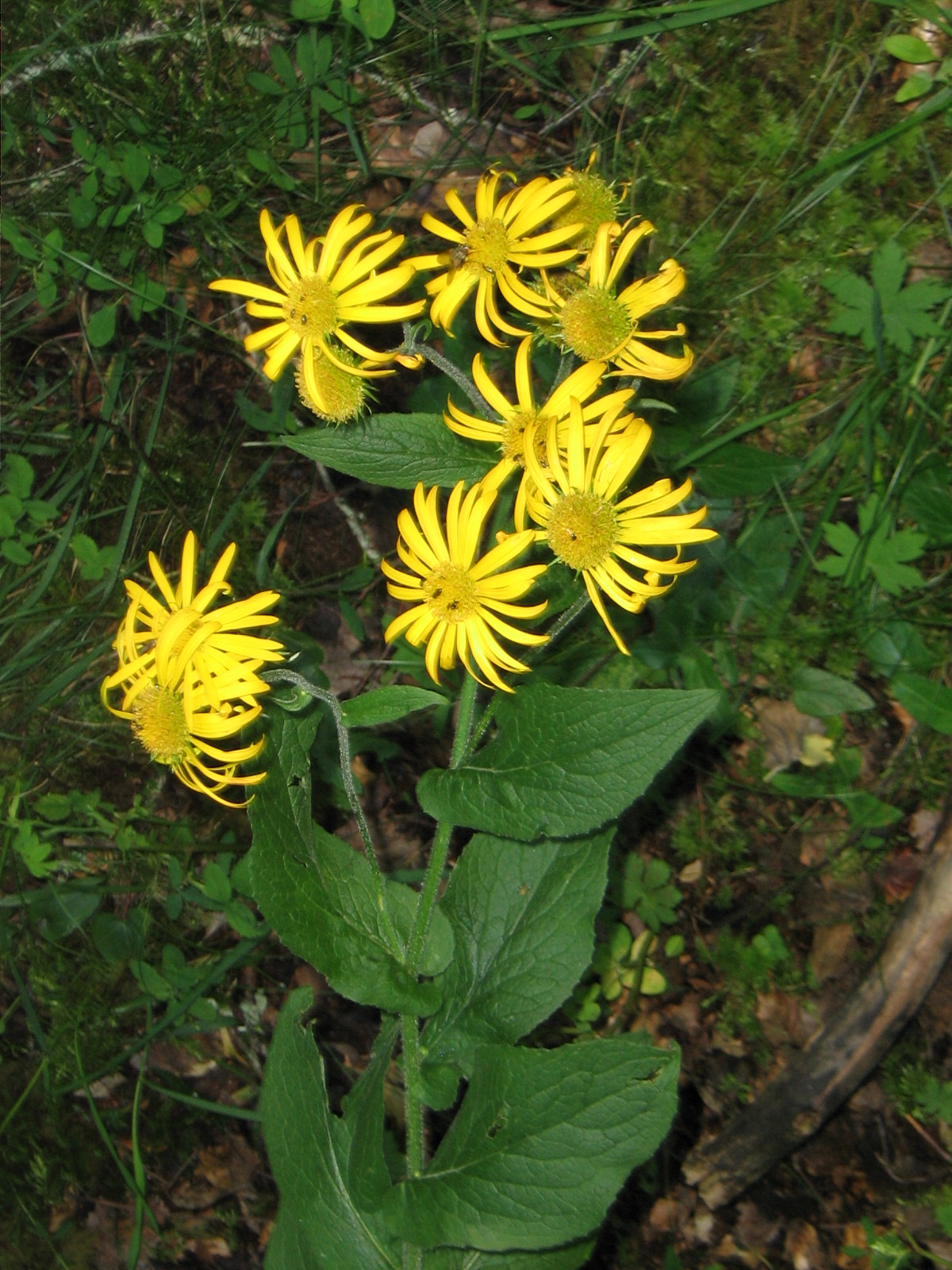
Doronic d'Autriche (bois frais d'altitude en juillet).
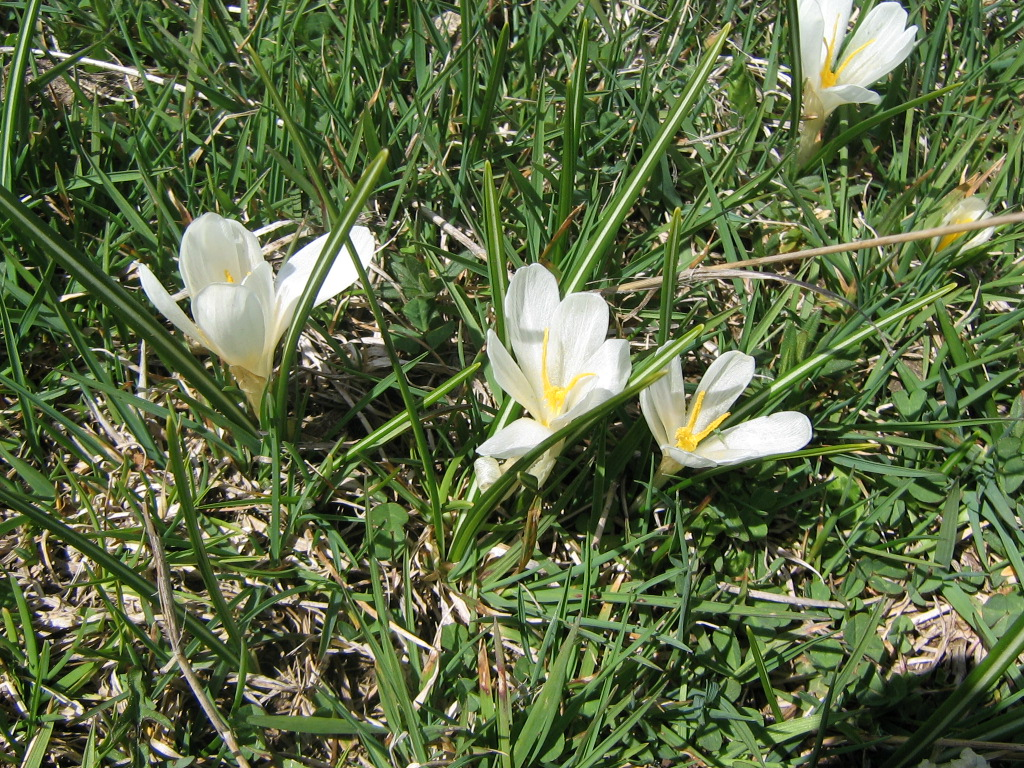
Crocus vernus (dans les pâturages et les prés en avril).
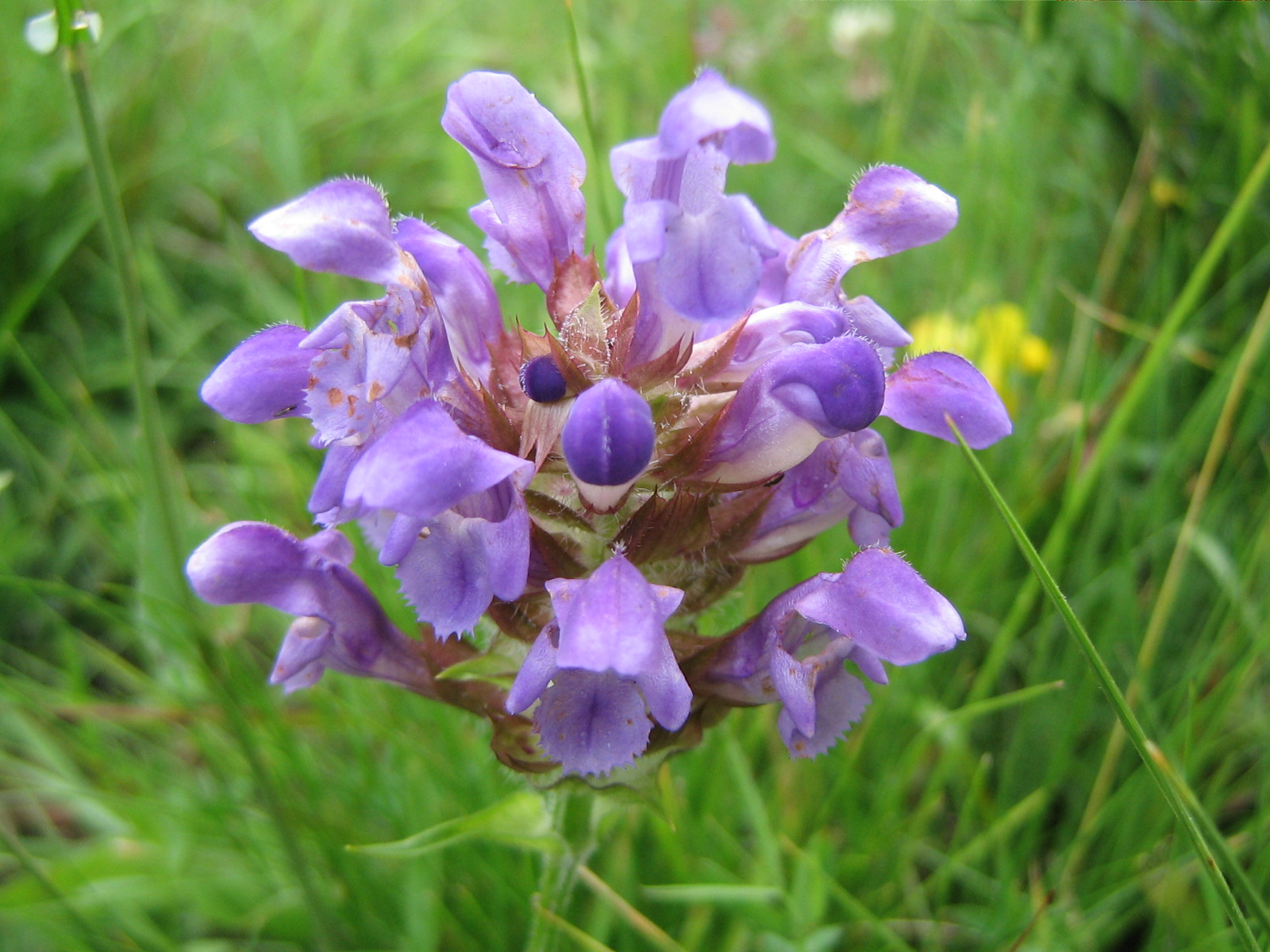
Brunelle à grandes fleurs (dans les landes au mois de juillet).

#### Faune

##### Pâturages et prairies de fauche

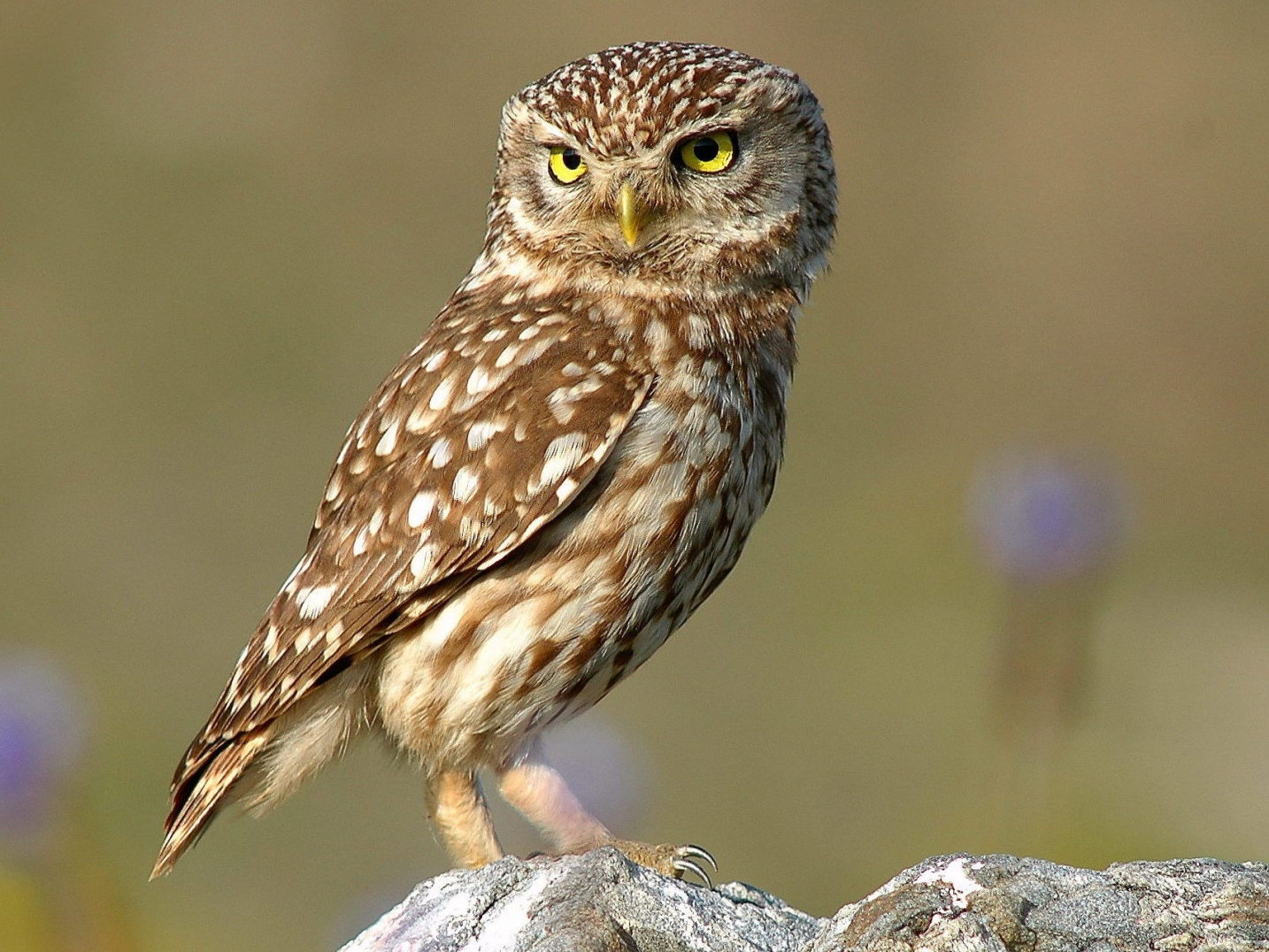
Chevêche d'Athéna.

Les vastes étendues défrichées des pâturages et prairies de fauche sont couvertes de graminées, de légumineuses et de cortèges floristiques favorables aux insectes (orthoptères et lépidoptères notamment), et accueillent à la belle saison pour leur reproduction des oiseaux inféodés aux milieux herbacés : tarier des prés, alouette des champs, caille des blés, pipit farlouse, traquet motteux à la faveur de blocs rocheux ou murets d'épierrement… Les secteurs de lande ou les prairies situées en marge des zones boisées abritent notamment l'alouette lulu, le pipit des arbres, la pie-grièche écorcheur, la pie-grièche grise, espèce encore présente en Aubrac, mais fortement menacée en France à la suite du déclin de ses effectifs engagé depuis le début du XXe siècle. Les données du suivi annuel des oiseaux des prairies de fauche, programme national mis en place par l'Office national de la chasse et de la faune sauvage, soulignent pour leur part la bonne qualité des écosystèmes prairiaux par rapport aux besoins des passereaux qui en dépendent, et les impacts relativement limités des activités agropastorales sur ces espèces : les indices de présence de passereaux supérieurs à 10 relevés sur les stations de l'Aubrac, situent ces dernières parmi les stations à plus forte valeur de France,.
Les populations parfois importantes de campagnols terrestres allant jusqu'à contrarier les activités d'élevage et les reptiles qui fréquentent ces milieux herbacés, s'ajoutent aux insectes et aux oiseaux pour en faire des terrains de chasse privilégiés de multiples prédateurs : mammifères carnivores (renard roux, hermine…), nombreux rapaces diurnes (buse variable, faucon crécerelle, circaète Jean-le-Blanc, milan noir et milan royal, busard cendré et busard Saint-Martin…), mais aussi chevêche d'Athéna, petit rapace nocturne inféodé aux milieux agricoles ouverts, en déclin en France, et dont les populations de l'Aubrac atteignent les altitudes les plus élevées à l'échelle nationale.

##### Tourbières et prairies humides

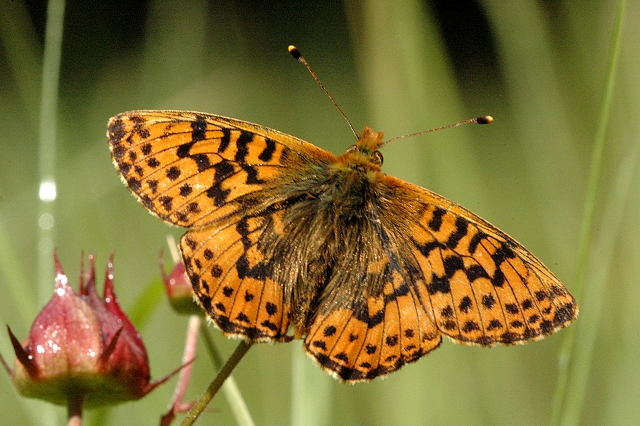
Nacré de la canneberge.

Les tourbières et les prairies humides qui leur sont généralement associées, forment une mosaïque d'habitats et présentent des conditions de fraîcheur et d'humidité qui en font les milieux les plus remarquables de l'Aubrac en termes de faune. Les points d'eau attirent ainsi pour leur reproduction plusieurs espèces d'amphibiens : à côté des omniprésentes grenouilles rousses et grenouilles vertes, on y trouve également crapaud commun, crapaud calamite, alyte accoucheur et triton palmé, ainsi que deux espèces de reptiles : le lézard vivipare, ubiquiste en Aubrac mais qui affectionne particulièrement les tourbières, et son principal prédateur, la vipère péliade, qui l'accompagne dans ces stations. Cette espèce relictuelle de la dernière période glaciaire, en régression vers le nord depuis la seconde moitié du XIXe siècle trouve encore en Aubrac la fraîcheur nécessaire à son maintien, mais le réchauffement du climat dont profite sa concurrente la vipère aspic pourrait lui être ici fatal.
Plusieurs espèces d'oiseaux dépendent exclusivement de ces milieux pour leur reproduction : courlis cendré, busard Saint-Martin, bécassine des marais, vanneau huppé, de même que de nombreux insectes, en particulier des odonates, dont deux espèces relictes glaciaires : la cordulie arctique et l'agrion à lunules, espèce rarissime en France, ou des lépidoptères, dont le nacré de la canneberge, espèce relicte glaciaire en déclin en France, l'azuré des mouillères, inféodé à la gentiane pneumonanthe et à des fourmis du genre Myrmica, et le damier de la succise, espèce en déclin moins étroitement spécialiste des milieux humides, mais qui y suit la succise des prés, une de ses plantes hôtes.
Les tourbières et zones humides sont en dépit de leur important rôle hydrologique et écologique concernées par de multiples atteintes : assèchement par drainage en vue d'accroitre les surfaces pâturées ou fauchées, surpiétinement occasionné localement par les troupeaux, assèchement par enrésinement artificiel, ou abandon des activités pastorales conduisant à leur disparition par retour spontané de la forêt.

##### Forêts

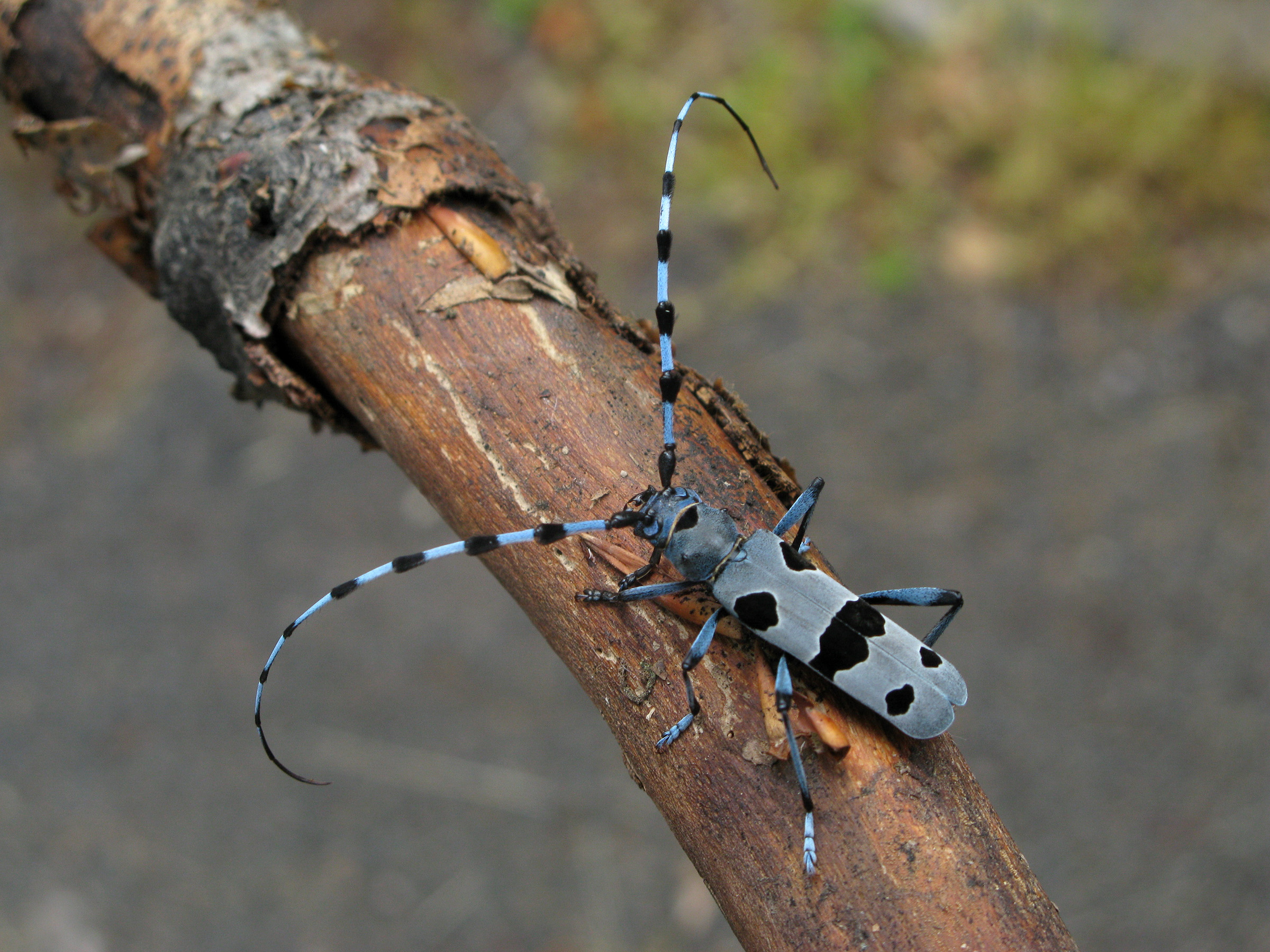
Rosalie des Alpes.

Les espaces forestiers sont moins représentés en Aubrac que les milieux ouverts, mais n'en constituent pas moins des milieux importants en termes de faune. Les futaies âgées sont favorables au pic noir ou au pic mar, la chouette de Tengmalm profite des cavités creusées par le pic noir pour y établir son nid, et plusieurs espèces de chauves-souris potentiellement tributaires des cavités naturelles des vieux arbres pour leur reproduction, ont été observées lors d'une étude qui leur a été consacrée en 2014. La rosalie des Alpes, coléoptère en déclin sur les sites faisant l'objet d'une gestion forestière intensive, est présente en Aubrac à la faveur du bois mort des hêtraies évoluées.
Les forêts de l'Aubrac jouent un rôle important pour les rapaces diurnes : s'y reproduisent des espèces aux mœurs forestières affirmées comme l'autour des palombes, la bondrée apivore et l'aigle botté, peu commun en France et en raréfaction dans le nord du pays, ainsi que la plupart des espèces essentiellement dépendantes des espaces ouverts pour leur nourriture : buse variable, circaète Jean-le-Blanc, milan noir, milan royal.
Elles accueillent également depuis la fin du XXe siècle des populations d'ongulés conséquentes, en particulier le cerf, réintroduit à partir des années 1960 et dont les effectifs sont désormais estimés à plus d'un millier d'individus. Au cours de la même période, des lâchers ont accompagné le retour naturel du chevreuil depuis les départements voisins, et une tentative d'introduction du mouflon a pour sa part échoué, les individus ayant disparu sans laisser de descendance. Le sanglier n'a de son côté jamais disparu de l'Aubrac, mais ses populations ont connu une certaine croissance à partir de la fin du XXe siècle, du fait de lâchers à vocation cynégétique effectués pendant cette période.
Des mammifères carnivores diversifiés fréquentent ces espaces : martre, putois, renard, genette, blaireau, belette, et on observe depuis 2012 le retour du loup après plusieurs décennies d'absence.

##### Cours d'eau

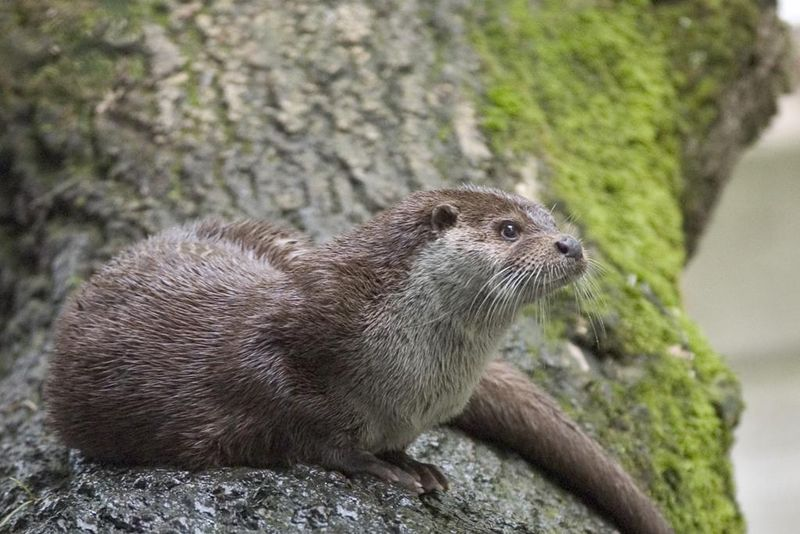
Loutre d'Europe.

Les cours d'eau de l'Aubrac présentent des caractéristiques physiques, bactériologiques et chimiques leur permettant d'accueillir une faune aquatique variée, comportant encore des espèces en forte régression en France et en Europe. La loutre d'Europe, mammifère essentiellement piscivore présent sur l'ensemble du réseau hydrographique de l'Aubrac, s'est considérablement raréfiée en France pendant le XXe siècle, mais a trouvé ici des conditions favorables à son maintien qui ont joué un rôle important dans sa reconquête de certains territoires du sud-est du Massif central au cours des années 1980-1990. On y trouve également des petits mammifères, tels la crossope aquatique, la crossope de Miller ou le campagnol amphibie, espèce uniquement présente en France et dans la péninsule ibérique au niveau mondial, dont le statut est mal connu mais paraissant au stade actuel des recherches peu commune et en déclin.
Truite fario, chabot commun ou chabot d'Auvergne, goujon, vairon, loche franche, ou encore lamproie de Planer sont des espèces autochtones présentes dans les rivières et ruisseaux de l'Aubrac, et on y observe des espèces prédatrices introduites comme la perche commune et le brochet. La truite fario et le chabot semblent pâtir d'un colmatage par des sédiments fins de certaines de leurs frayères. Le maintien de l'écrevisse à pattes blanches, espèce en forte régression en Europe et qui a disparu ou est au bord de l'extinction dans plusieurs régions françaises, témoigne de la qualité du milieu. L'arrivée de l'écrevisse du Pacifique dans la proche région, en particulier sur le cours de la Rimeize, pourrait cependant dégrader sa situation, cette espèce exotique occupant en effet les mêmes habitats et disposant de caractères biologiques plus favorables.
Certains cours d'eau de l'Aubrac abritent encore quelques colonies de moules perlières, mollusque bivalve en danger d'extinction qui a disparu de près de 60 % des cours d'eau français depuis un siècle et qui a perdu la quasi-totalité de ses effectifs au cours de cette période. La très grande sensibilité de cette espèce au colmatage des fonds gravelo-sableux des cours d'eau qui constituent son habitat par des sédiments fins, aux pollutions de l'eau notamment par les phosphates ou nitrates issus de la fertilisation, à la raréfaction des truites farios ou à la disparition du saumon atlantique, espèces hôtes de sa larve, conduisent en Aubrac à sa fragilisation.

##### Milieux rupestres
Les escarpements rocheux situés dans les vallées encaissées des Boraldes accueillent le grand-duc d'Europe et le faucon pèlerin.

### Communes de l'Aubrac
L'ensemble de ces communes totalise une superficie d'environ 1 300 km2.
- Albaret-le-Comtal
- Anterrieux
- Argences en Aubrac
- Arzenc-d'Apcher
- Brion
- Cassuéjouls
- Chauchailles
- Chaudes-Aigues
- Condom-d'Aubrac
- Curières
- Deux-Verges
- Espinasse
- Fournels
- Fridefont
- Grandvals
- Jabrun
- La Fage-Montivernoux
- La Trinitat
- Laguiole
- Le Buisson
- Les Bessons
- Les Hermaux
- Les Salces
- Lieutadès
- Marchastel
- Maurines
- Montpeyroux
- Nasbinals
- Noalhac
- Peyre en Aubrac
- Prades-d'Aubrac
- Prinsuéjols-Malbouzon
- Recoules-d'Aubrac
- Saint-Geniez-d'Olt-et-d'Aubrac
- Saint-Juéry
- Saint-Laurent-de-Muret
- Saint-Laurent-de-Veyrès
- Saint-Martial
- Saint-Chély-d'Aubrac
- Saint-Rémy-de-Chaudes-Aigues
- Saint-Urcize
- Soulages-Bonneval
- Termes
- Trélans

### Population
L'Aubrac est une région rurale montagneuse très peu densément peuplée : rares sont les localités dépassant les 500 habitants. La région est incluse dans la « diagonale du vide ».
Les localités les plus importantes de l'Aubrac sont Aumont-Aubrac, Chaudes-Aigues, Laguiole, Les Bessons, Nasbinals, Saint-Chély-d'Aubrac, Sainte-Geneviève-sur-Argence et Saint-Urcize.

## Histoire

### Préhistoire et protohistoire
Marqué par la présence d'une importante calotte glaciaire pendant les phases froides de l'ère quaternaire et par un environnement climatique contraignant depuis la fin de la dernière glaciation würmienne, l'Aubrac est longtemps demeuré un espace inhospitalier. Les formations forestières montagnardes qui se sont installées à la suite du dernier retrait glaciaire, parsemées de landes buissonnantes humides ou tourbeuses, n'ont commencé à être défrichées que tardivement, essentiellement à partir de la fin de la protohistoire.
En dehors d'un site d'extraction et de taille de matière siliceuse exploité pour la fabrication d'outils de l'Épipaléolithique à la fin du Néolithique (Brameloup, Saint-Chély-d'Aubrac), ou de quelques habitats ponctuels datés du Néolithique final/Chalcolithique situés dans la vallée abritée de la Boralde de Saint-Chély, il n'existe pas en Aubrac d'indices de présence humaine permanente pendant la Préhistoire. Si quelques pasteurs provenant probablement de la vallée du Lot ont déjà parcouru ponctuellement les contreforts méridionaux puis le haut plateau pendant la période Néolithique, il faut attendre la fin du Néolithique et le début de l'âge du bronze pour qu'une fréquentation pastorale plus significative, accompagnée localement de cultures céréalières, ne se manifeste. Ce n'est cependant pas avant la première partie de l'âge du fer, entre les IXe et IVe siècles av. J.-C., que les déforestations et les activités agropastorales ne prennent en Aubrac une réelle ampleur,. Pendant le second âge du fer, on assiste à l'arrêt des cultures céréalières et à une spécialisation pastorale, qui pourrait traduire l'émergence d'activités de transhumance à courte distance entre les plaines du Rouergue ou les causses et les hauts reliefs de l'Aubrac, parallèlement au développement de la société gauloise des Rutènes. En l'état actuel des connaissances, il n'y a pas sur le plateau et ses contreforts d'habitat contemporain du développement des activités pendant la protohistoire.
Au cours de l'âge du bronze, de 1390 av. J.-C. à 1025 av. J.-C, un gisement de minerai d'étain situé à Huparlac, sur le versant sud occidental de l'Aubrac, a été exploité pour la métallurgie du bronze, activité d'extraction qui s'est poursuivie à Montpeyroux pendant l'âge du fer.

### Antiquité

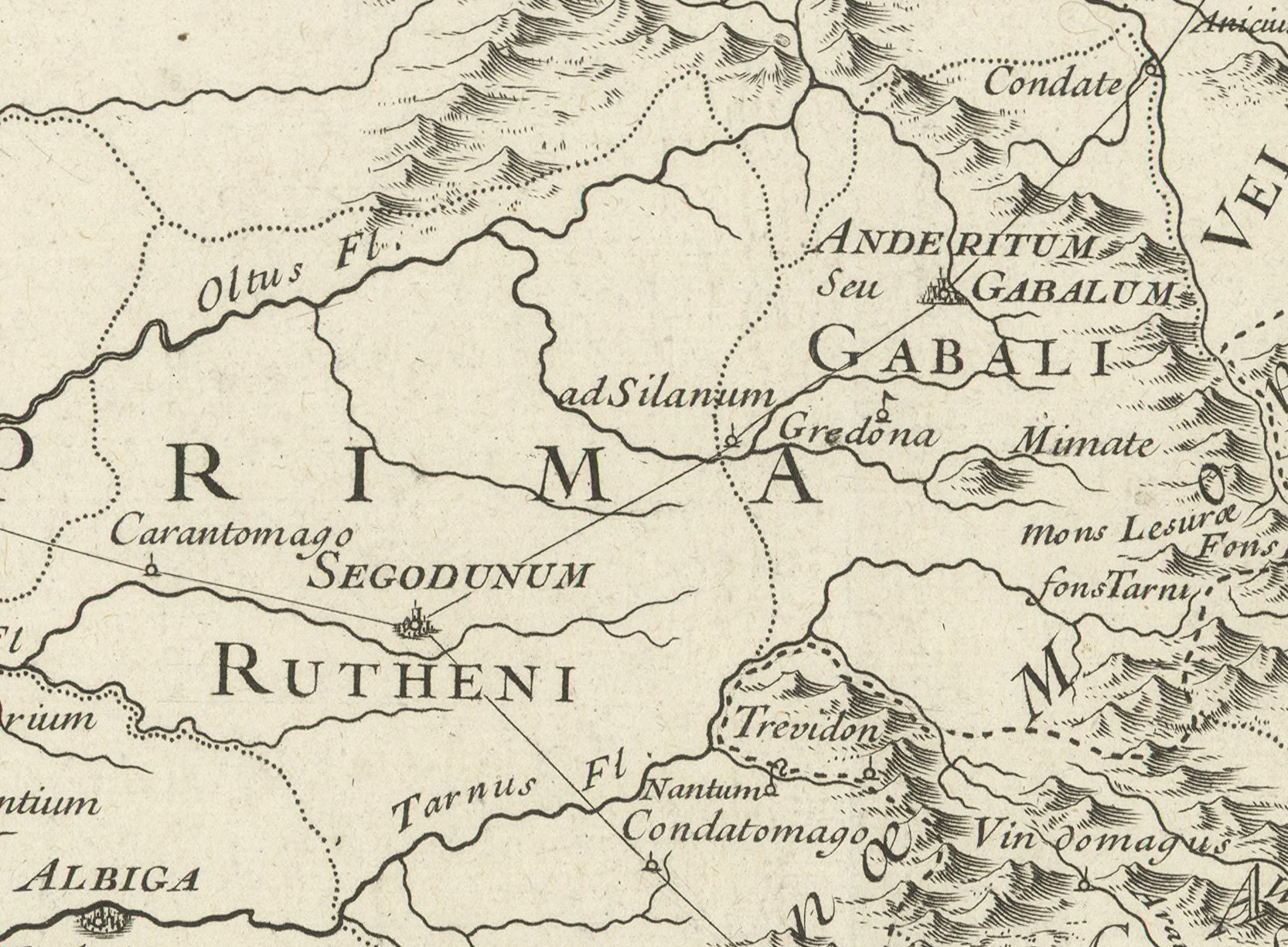
Extrait d'une carte des provinces romaines établie au figurant Adsilanum sur la voie reliant Saint-Bertrand-de-Comminges à Lyon.

Pendant la période qui a précédé la conquête romaine, le territoire qui correspond à l'Aubrac était partagé entre trois peuples celtiques : les Arvernes, les Rutènes et les Gabales, qui occupaient un important site d'habitat à Javols. Selon les recherches archéologiques les plus récentes, l'hypothèse faisant de cette cité la capitale pré-romaine des Gabales est mise en doute. Celles-ci montrent en revanche qu'à partir de la seconde moitié du Ier siècle, voire dès la période augustéenne, la ville se développe et acquiert sous le nom d'Anderitum (de ande « sous » ou « devant » et rito- « gué ») son statut de capitale régionale. Au Bas-Empire, la cité prend le nom du peuple civitas Gabalorum, d'où Javols par évolution phonétique, selon un processus courant dans les Gaules. Plus tard, le pagus Gabalorum donnera également son nom au Gévaudan.
Dès le début de l'empire, l'Aubrac a été traversé par une importante voie de communication reliant Saint-Bertrand-de-Comminges à Lyon via Rodez et Anderitum, dont les nombreux vestiges mis au jour sur le haut plateau et la découverte d'une borne milliaire au hameau des Enfrux (Saint-Chély-d'Aubrac) ont précisé le tracé local. Des recherches archéologiques récentes ont permis de localiser la station routière d'Ad Silanum mentionnée dans la table de Peutinger à proximité du lieu-dit Puech Crémat-Bas (Nasbinals) et d'envisager son statut de simple mansio, relais d'étape sur cette voie de communication, en excluant l'existence d'une agglomération comme une hypothèse le formulait jusque-là. Hormis une occupation également située à proximité de la voie romaine dans la vallée de la Boralde de Saint-Chély, l'Aubrac n'a à ce jour révélé aucun autre site d'habitat antique.
Après une stabilité des pratiques depuis l'âge du fer, la fin de l'Empire romain se caractérise en Aubrac par une reconquête forestière qui ne signifie pas pour autant un arrêt de sa fréquentation, des activités pastorales s'y poursuivant pendant cette période.

### Période médiévale

#### Généralités

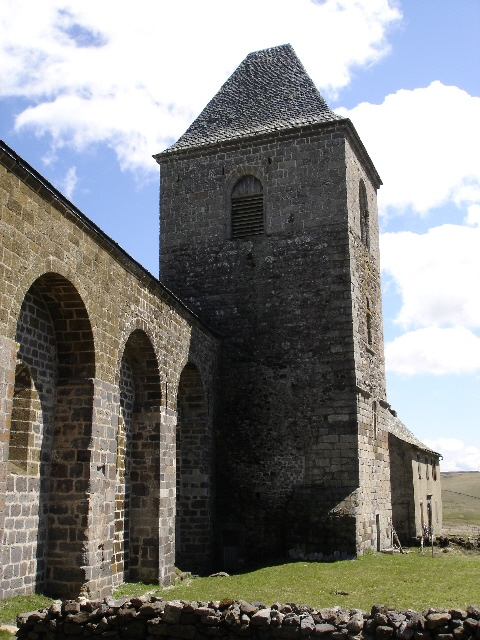
Les vestiges de la domerie d'Aubrac.

Un des sommets de l'Aubrac, connu sous le nom de mont Hélanus, est bordé par un lac, aujourd'hui appelé lac de Saint-Andéol, où, selon un témoignage de Grégoire de Tours datant de la seconde moitié du VIe siècle, les habitants se réunissaient chaque année pendant quelques jours, y faisant ripaille et jetant des offrandes au dieu du lac. Des recherches archéologiques ont montré que ce site était déjà dédié au culte de l'eau pendant la période romaine et était sans doute le siège de dépôts votifs depuis la fin du second âge du fer. Sous Charlemagne, les prêtres, toujours enclins à se reposer sur les pratiques païennes pour propager leur enseignement, perpétuèrent ce culte en substituant un saint au dieu païen. Cette pratique dura jusqu'à la fin du XIXe siècle où elle fut interdite.
Jusqu'au Xe siècle, le plateau d'Aubrac est demeuré un espace marginal dont les seigneuries situées en périphérie se disputaient le contrôle des voies d'accès ou de passage. Entre les Xe et XIIe siècles, une vague de défrichements, de mise en valeur des terres et de peuplement y a déployé polyculture et élevage ovin, à la suite de l'implantation d'un réseau serré de « mas » paysans, attisant les convoitises et renforçant les rivalités seigneuriales.
Le village d'Aubrac renferme les restes de l'ancienne domerie, ou hôpital d'Aubrac, fondée par l'abbaye de Conques à l'instigation du Flamand Adalard entre 1108 et 1125, à son retour d'un pèlerinage à Saint-Jacques-de-Compostelle, dans l'objectif de créer une étape sur le chemin de pèlerinage et de pacifier la zone de non-droit que représentait à l'époque le plateau. Une fois installés dans l'abbaye, les moines reçurent en donation de seigneurs locaux de grandes étendues de terre qu'ils s'employèrent à mettre en valeur. C'est ainsi que sur les hautes terres du plateau d'Aubrac, de vastes pâturages d'estive accueillant de grands troupeaux transhumants prirent progressivement le dessus à partir du XIIIe siècle sur les anciens mas paysans. Initialement destinés aux ovins et bovins de boucherie, ces pâturages ont été affectés par les moines après le milieu du XVe siècle à la transhumance de bovins laitiers pour développer une production fromagère, à l'origine de l'actuel fromage de Laguiole. Le paysage actuel de l'Aubrac est également pour une large part le résultat de leur action.
Lieu incontournable du Camino francés et de la Via Podiensis, l'hôpital d'Aubrac fut une étape importante au Moyen Âge pour les milliers de pèlerins qui allaient vers Saint-Jacques-de-Compostelle. Le pèlerin, après avoir enduré la rudesse du plateau, se retrouvait à la domerie pour s'y restaurer et se reposer et repartait pour Saint-Côme-d'Olt en descendant cette vallée abritée et verdoyante qui mène à Saint-Chély-d'Aubrac et passait sur le pont des Pèlerins.

#### Artisanat et proto-industrie
À côté des artisans participant de la vie quotidienne des communautés paysannes de l'Aubrac (fileurs, tisserands, pelletiers, chapeliers, forgerons…) ou du monastère d'Aubrac et de ses granges (cordonnier, charpentier…), le versant méridional du plateau a connu pendant le Bas Moyen Âge un essor d'activités artisanales ou proto-industrielles diversifiées liées à l'exploitation des ressources locales et témoignant d'une vie d'échanges. La part la plus importante de ces activités revient à la métallurgie : extraction de minerai argentifère et production d'argent dès la fin du XIIIe siècle à Aurelle-Verlac et Saint-Geniez-d'Olt, exploitation des arkoses pour la production du fer, en particulier à Aurelle-Verlac, ainsi que du minerai d'étain à Graissac. Dans le secteur des Boraldes, l'abondance des ressources en bois a donné lieu au développement de charbonnières destinées à fournir en charbon de bois les activités métallurgiques, ainsi que de tourneurs sur bois pour la fabrication d'écuelles et tranchoirs. Une verrerie mettant à profit des gisements de silex jaspoïde et de quartz et l'énergie hydraulique du ruisseau des Mousseaux pour le concassage de la matière première, a été mise en activité pour la fabrication de verres creux décorés pendant le XIVe siècle à Saint-Chély-d'Aubrac,.

#### La croix des trois évêques

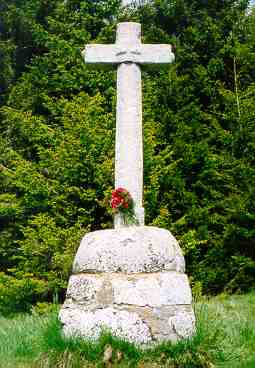
La croix des trois évêques.

Elle commémore un synode rapporté par Grégoire de Tours, tenu au VIe siècle sur l'Aubrac entre les évêques du Rouergue, de l'Auvergne et du Gévaudan, aux confins de leurs trois diocèses. En 1238, les moines de la domerie d'Aubrac ont construit la croix en mémoire de ce synode et l'ont placée au point de jonction des trois diocèses. Elle se trouve ainsi à la limite des trois départements de la Lozère, de l'Aveyron et du Cantal ainsi que des deux régions Occitanie et Auvergne-Rhône-Alpes (44° 38′ 43″ N, 2° 58′ 25″ E). La croix des trois évêques a été volée en 1990, malgré ses 300 kilos, et la croix actuelle est une copie. À son pied, figure l'indication des trois diocèses. Elle est située entre Aubrac et Laguiole.

### Époque moderne

#### La contre-révolution
À l'instar d'une partie de l'ouest de la France, l'Aubrac, terre conservatrice, s'est opposée à la Révolution française en la personne de Marc-Antoine Charrier, notaire à Nasbinals, qui leva à l'époque une petite armée pour lutter contre les révolutionnaires. Cette armée était composée de paysans de l'Aubrac et de la Lozère très attachés à la religion catholique et qui voyaient en la Révolution une menace. Cette insurrection populaire ne connut guère de succès militaires et ne dura que quelques mois. Marc-Antoine Charrier finit guillotiné à Rodez en août 1793.

#### L'exode rural auXXesiècleet les «Auvergnats de Paris»

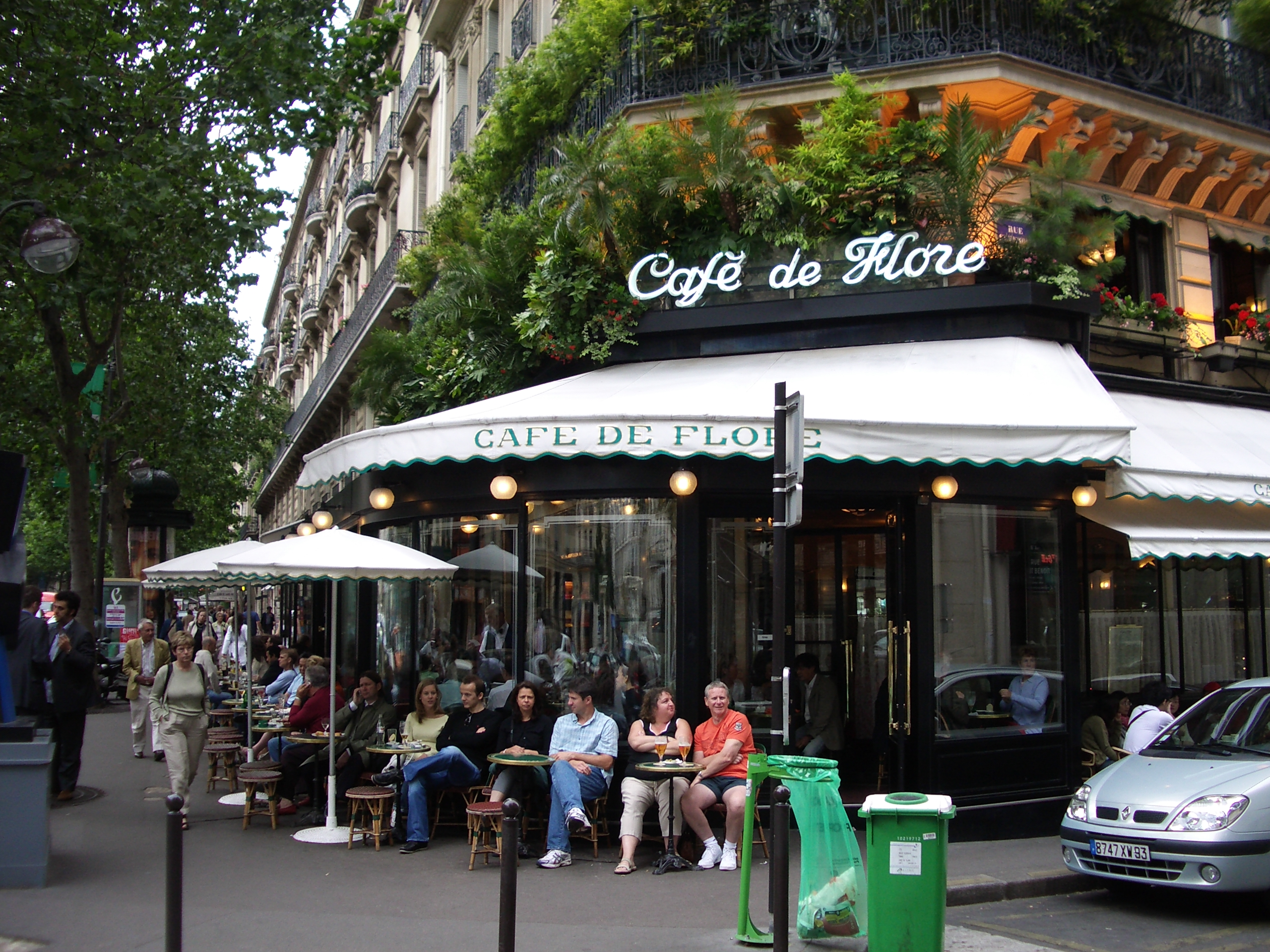
Le Café de Flore à Paris.

Avec l'arrivée du chemin de fer dans le Massif central vers 1880, l'exode rural, qui était resté jusqu'à cette date relativement faible, va considérablement s'intensifier. Les habitants de l'Aubrac et plus largement du nord-Aveyron, comme ceux d'autres régions du Massif central sont nombreux à émigrer à Paris. Ils échappent ainsi à une vie paysanne bien souvent miséreuse. Dans la capitale, ils se spécialisent dans le commerce du charbon puis dans celui du vin et de la limonade : les Parisiens les surnomment les bougnats. Les nouveaux venus sont aussitôt pris en charge et soutenus par ceux qui sont déjà sur place (de la famille le plus souvent). Leur acharnement au travail et leur sens de l'économie légendaire vont contribuer à leur réussite sociale. La majorité des « cafés-bois-charbons » de Paris est tenue par des Aveyronnais dès le début du XXe siècle. Certains connaîtront une réussite exceptionnelle à l'image de Marcellin Cazes (brasserie Lipp) ou Paul Boubal (Café de Flore).

## Activités

### Agriculture

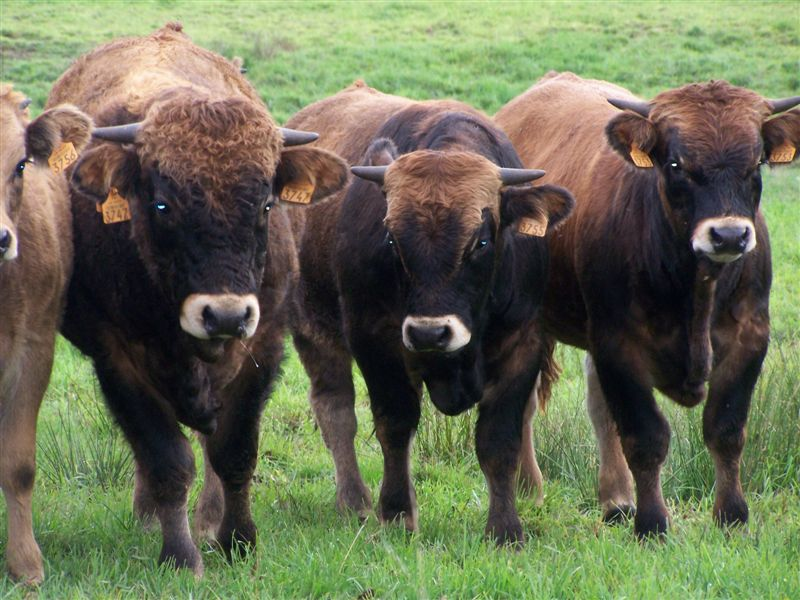
Taurillons de race aubrac.

L'essentiel de l'agriculture en Aubrac alimente la filière de l'élevage bovin allaitant (les anciennes cultures comme celle du seigle, ou encore l'élevage ovin, ont presque totalement disparu). La race bovine locale aubrac est prédominante mais elle revient de loin : elle a été préservée de l'extinction à la fin des années 1970 par une poignée d'agriculteurs qui refusaient de voir disparaître un animal domestique issu de leur histoire commune. À l'origine, l'aubrac était une race à « deux fins » (élevée à la fois pour le lait et la viande) et donc la principale qualité était la rusticité. De façon globale, son rendement n'était pas excellent ce qui a été subitement considéré comme un handicap à une époque où l'agriculture française s'ouvrait à l'industrialisation. Face à cette nouvelle situation, les éleveurs s'étaient mis à la croiser avec d'autres races ou cessé son élevage au profit d'autres races à vocation typiquement bouchère. À la fin des années 1970, le point de vue sur l'aubrac changea. Les éleveurs constatèrent qu'elle disposait d'atouts  exploitables (rusticité, fécondité, longévité, qualité organoleptique de sa viande) qu'il suffisait de savoir vendre. Un programme de sélection efficace visant à produire des animaux de pure race et de qualité fut donc mis en place et perdure aujourd'hui (commercialisation de génisses pleines de race pure par des éleveurs spécialisés dans la sélection génétique).
Les troupeaux occupent les pâturages d'altitude (qu'on appelle aussi « montagnes ») du 25 mai (saint Urbain) au 13 octobre (saint Géraud). Ceux-ci viennent des pourtours du plateau et en particulier du nord-Aveyron qui est la principale zone d'origine des troupeaux de bovins transhumants dans le Massif central. Les « montagnes » peuvent être occupées par leur propriétaire ou louées au plus offrant, la concurrence dans ce cas étant rude pour obtenir les meilleures d'entre elles.
En dehors de la période estivale, le troupeau est à l'étable ou occupe, si le temps le permet, des prés de fauche à proximité de la ferme (c'est le cas en avril-mai ou à l'automne). La nourriture à l'étable est composée en majeure partie de l'herbe récoltée dans les prés de fauche et de céréales aplaties. Les veaux naissent en février-mars, passent l'été dans une montagne avec leur mère puis sont commercialisés à l'automne : ce sont des broutards (veau et jeune bovin de 9 à 12 mois) vendus en maigre pour leur viande aux engraisseurs des marchés industriels français et italiens. Les éleveurs valorisent aussi de bêtes plus âgées (génisses de 3 ans issues du croisement d'une vache aubrac et d'un taureau charolais dans le cadre de la filière « Génisse Fleur d'Aubrac » ou génisses et vaches de réforme de race pure dans le cadre de la filière « Bœuf Fermier Aubrac »). Ce commerce constituent l'essentiel du revenu des éleveurs de l'Aubrac.

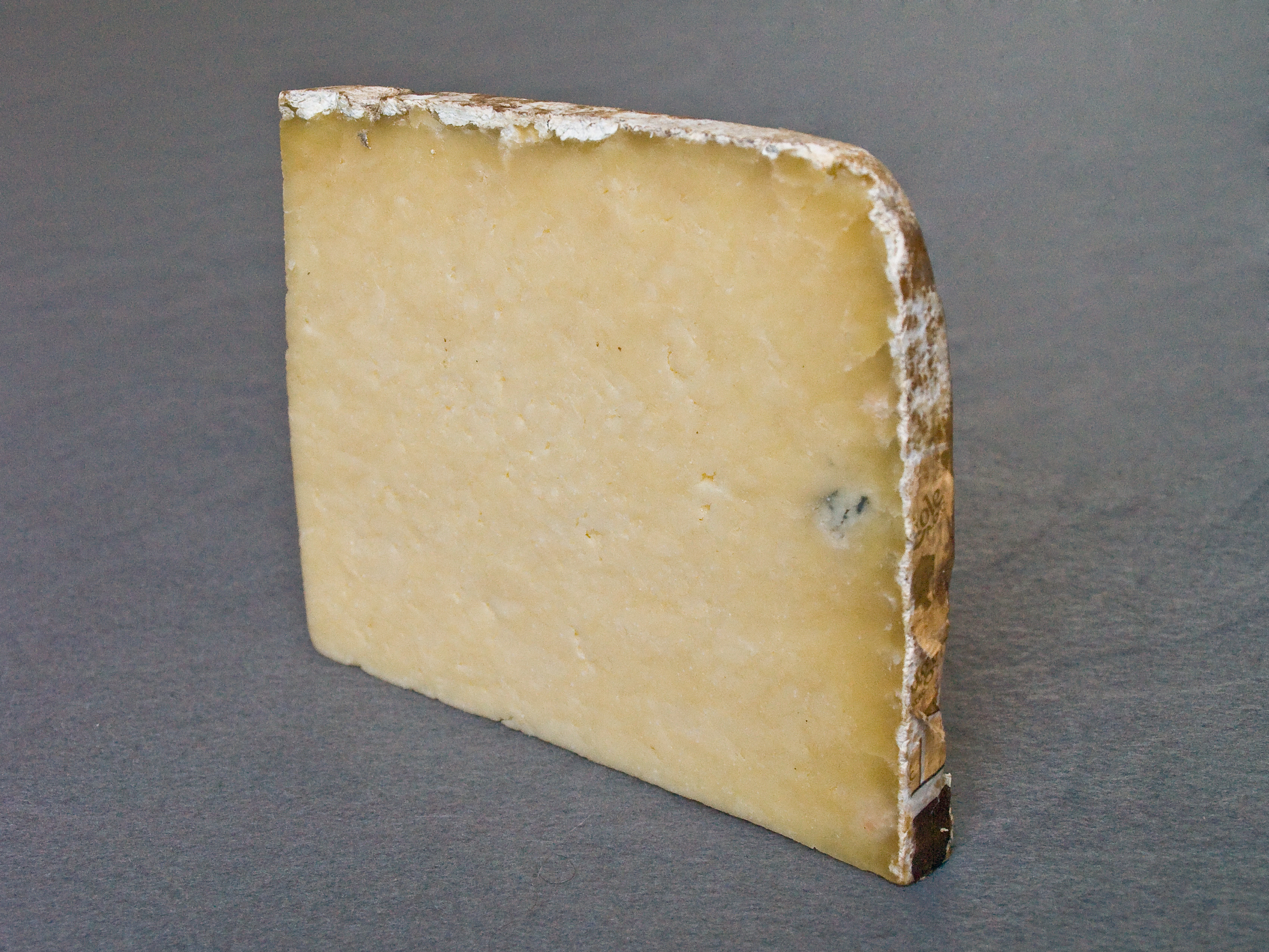
Un bout de fromage de Laguiole.

L'Aubrac est donc aujourd'hui essentiellement une zone d'élevage extensif pour la viande, ce qui n'était pas le cas par le passé (jusque dans les années 1960) où l'on fabriquait la fourme de Laguiole pendant l'été dans les mazucs (burons en français). Dans chaque buron, officiait une équipe hiérarchisée où chacun avait une tâche précise à accomplir (traite des vaches, soin des veaux, élaboration du fromage…). C'était « l'âge d'or » de l'Aubrac et son souvenir imprègne encore fortement la mémoire collective. L'aligot, plat traditionnel de l'Aubrac à base de tome fraîche et de pommes de terre, est directement lié au fromage de Laguiole ; la tome fraîche est issue de son cycle de transformation. Au début des années 2010, la fabrication de laguiole AOP s'effectue désormais en majeure partie en laiterie industrialisée (coopérative « Jeune Montagne » installée dans le bourg de Laguiole) avec les laits collectés quotidiennement dans l'ensemble du massif de l'Aubrac. La production fermière de laguiole n'étant plus assurée que par trois éleveurs-producteurs-fermiers. Cas atypique à l'écart de la filière laguiole, une famille d'éleveurs a redémarré l'exploitation laitière estivale d'une troupe d'aubrac pour son activité de transformation fromagère fermière au sein d'un buron. La tome et les fourmes obtenues sont valorisées notamment via son activité de restauration sur place.
Une partie du territoire de l'Aubrac est incluse également dans l'aire de production du lait et de fabrication du bleu des Causses.

### Industrie et artisanat
Il y a peu d'industrie sur l'Aubrac à l'exception notable de la coutellerie dans la région de Laguiole. Le couteau de Laguiole, aujourd'hui connu dans le monde entier, est produit par plus de 30 fabricants (industries ou artisans). C'est un couteau inspiré de la navaja espagnole, à l'origine utilisé exclusivement par les paysans de l'Aubrac et des alentours ainsi que par les bougnats et les limonadiers rouergats « montés » à Paris qui utilisaient ce couteau équipé d'un tire-bouchon.
Aujourd'hui, le couteau de Laguiole devient de plus en plus un article de luxe qui peut être personnalisé (nom gravé sur la lame) et dont le manche peut être en divers matériaux, en particulier des bois précieux (bois de rose, d'olivier, d'ébène, etc.) Il peut être pliant ou non (dans ce dernier cas, il est utilisé comme couvert).

### Tourisme

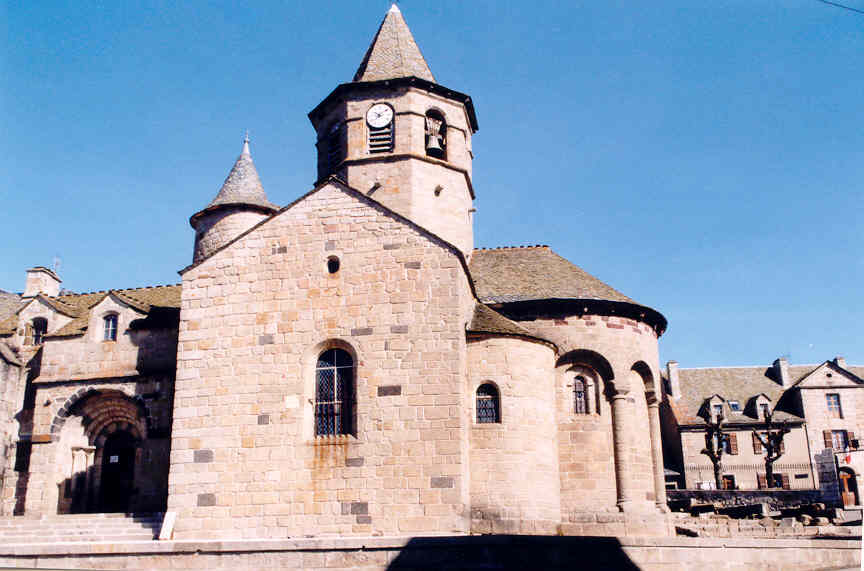
L'église de Nasbinals.

- L'Aubrac est une étape importante sur la Via Podiensis, l'un des 4 chemins qui mène à Saint-Jacques-de-Compostelle. La via podiensis (ou route du Puy) part de cette localité et passe par Conques après être passée sur l'Aubrac. Cette route coïncide avec le GR 65 et est très fréquentée par les pèlerins à la belle saison.
- Sports d'hiver (ski alpin, ski de fond) dans plusieurs petites stations.
- Sur une extrémité du plateau, le bourg de Laguiole est célèbre pour ses couteaux et incontournable pour se pourvoir en fromage (fourme de Laguiole et tome fraîche au lait cru de vache).
- Trois églises remarquables à visiter : celle de Nasbinals, du XIIe siècle, de style roman auvergnat, celle de Saint-Urcize (église Saint-Pierre-et-Saint-Michel) avec son clocher à peigne et son déambulatoire unique en haute Auvergne et celle d'Aubrac avec ses arcs doubleaux.
- La fête du village d'Aubrac est le 15 août. En ce lieu se trouvent aussi les vestiges de la domerie d'Aubrac et la « maison de l'Aubrac »[67].
- L'endroit se prête à la cueillette en pleine saison… En particulier celle du thé d'Aubrac (voir photo plus haut), consommé en tisane.
- La région compte deux stations thermales d'importance notable : la Chaldette et Chaudes-Aigues dont les eaux, à la source du Par, atteignent la température record de 82 °C (utilisées entre autres pour le chauffage de la ville).
- Quelques sites à visiter :
  - Quatre lacs d'origine glaciaire sont accessibles depuis la route D 52 qui va de Nasbinals à Saint-Germain-du-Teil (appelée localement la route des lacs) : lac des Salhiens (le ruisseau qui s'en échappe forme la cascade du Déroc), lac de Souverols (le plus petit), lac de Saint-Andéol (le plus grand et le plus chargé d'histoire - voir plus haut), lac de Born (le plus sauvage et le plus haut en altitude).
  - Plusieurs sommets peuvent être gravis sans difficulté (voir tableau ci-dessus).

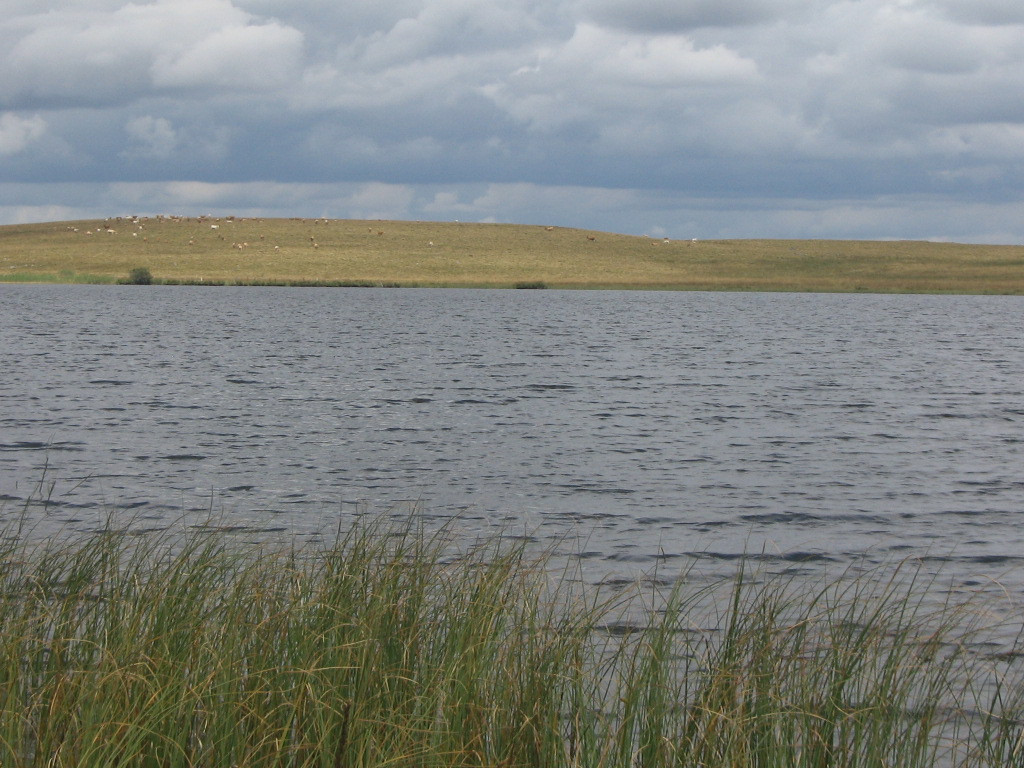
Le lac de Saint-Andéol.
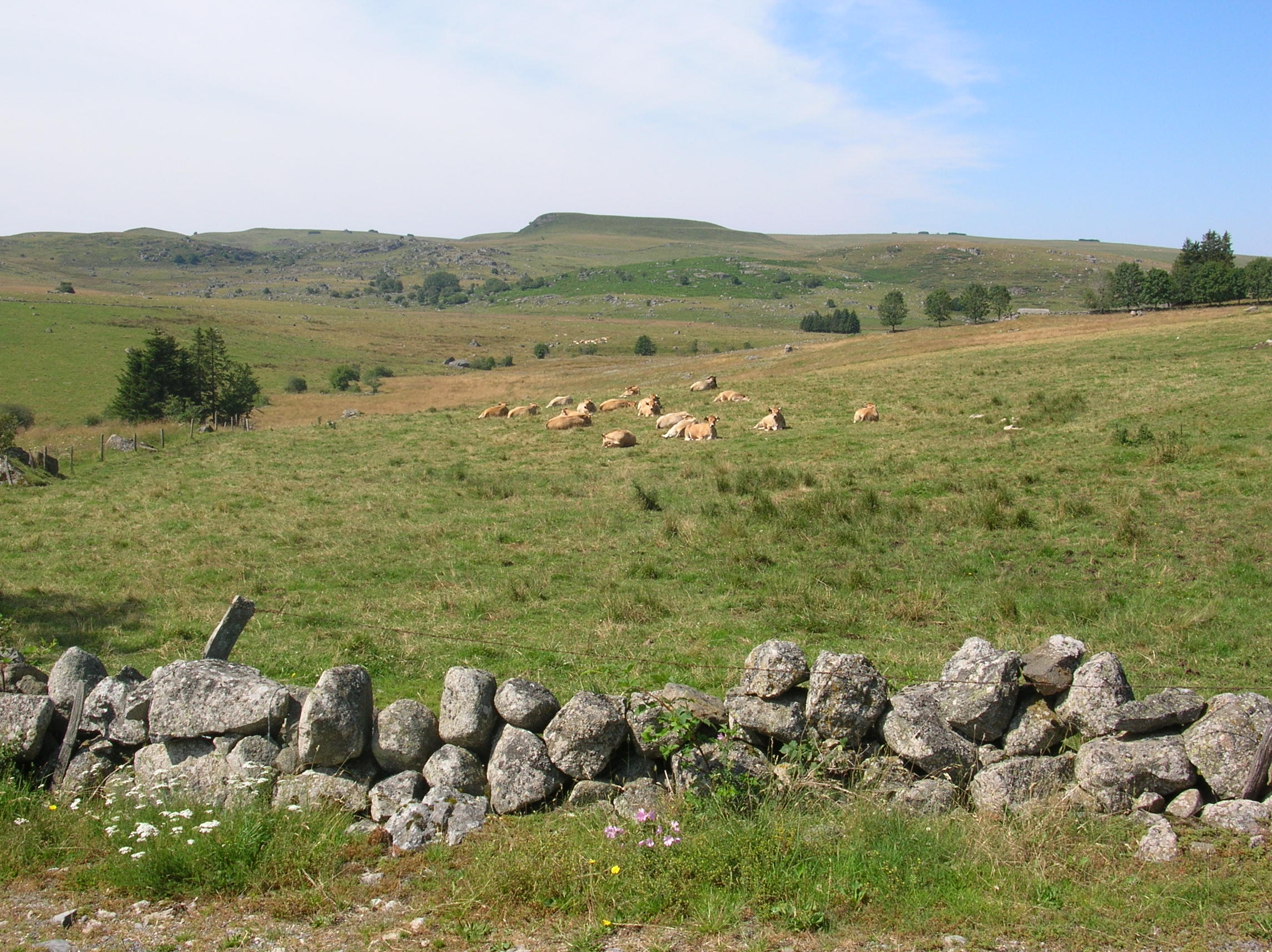
Aperçu du nord de l'Aubrac : le truc de l'Agullio et le Drellier (à droite).
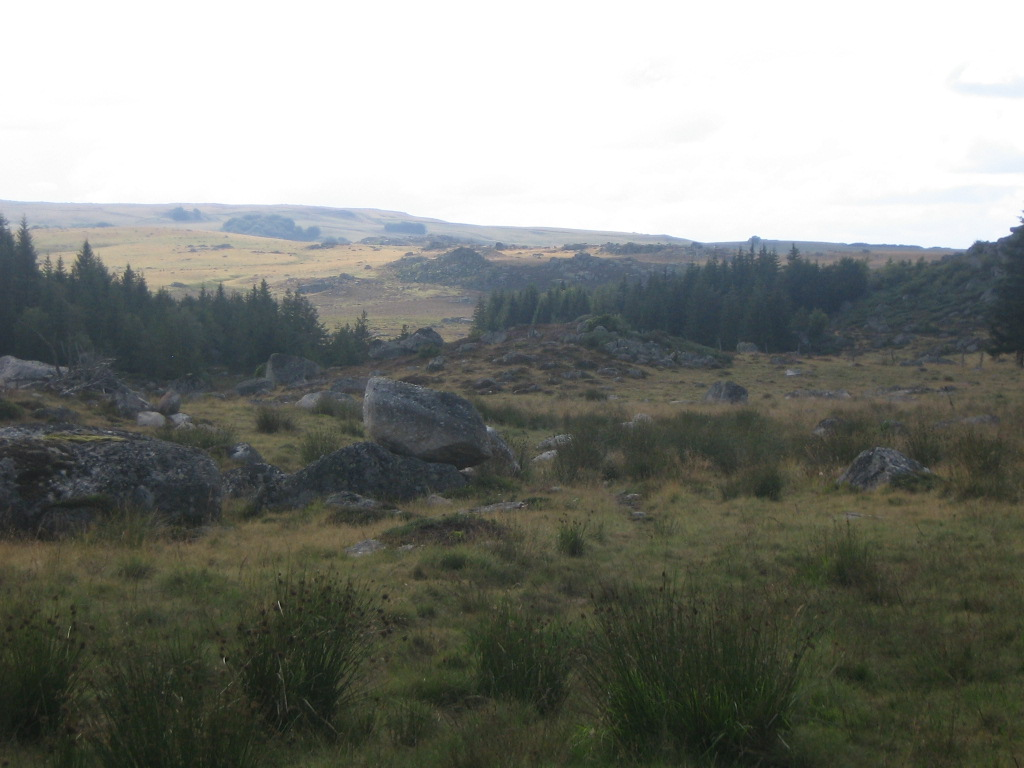
Aperçu de l'Aubrac non loin du col de Bonnecombe.
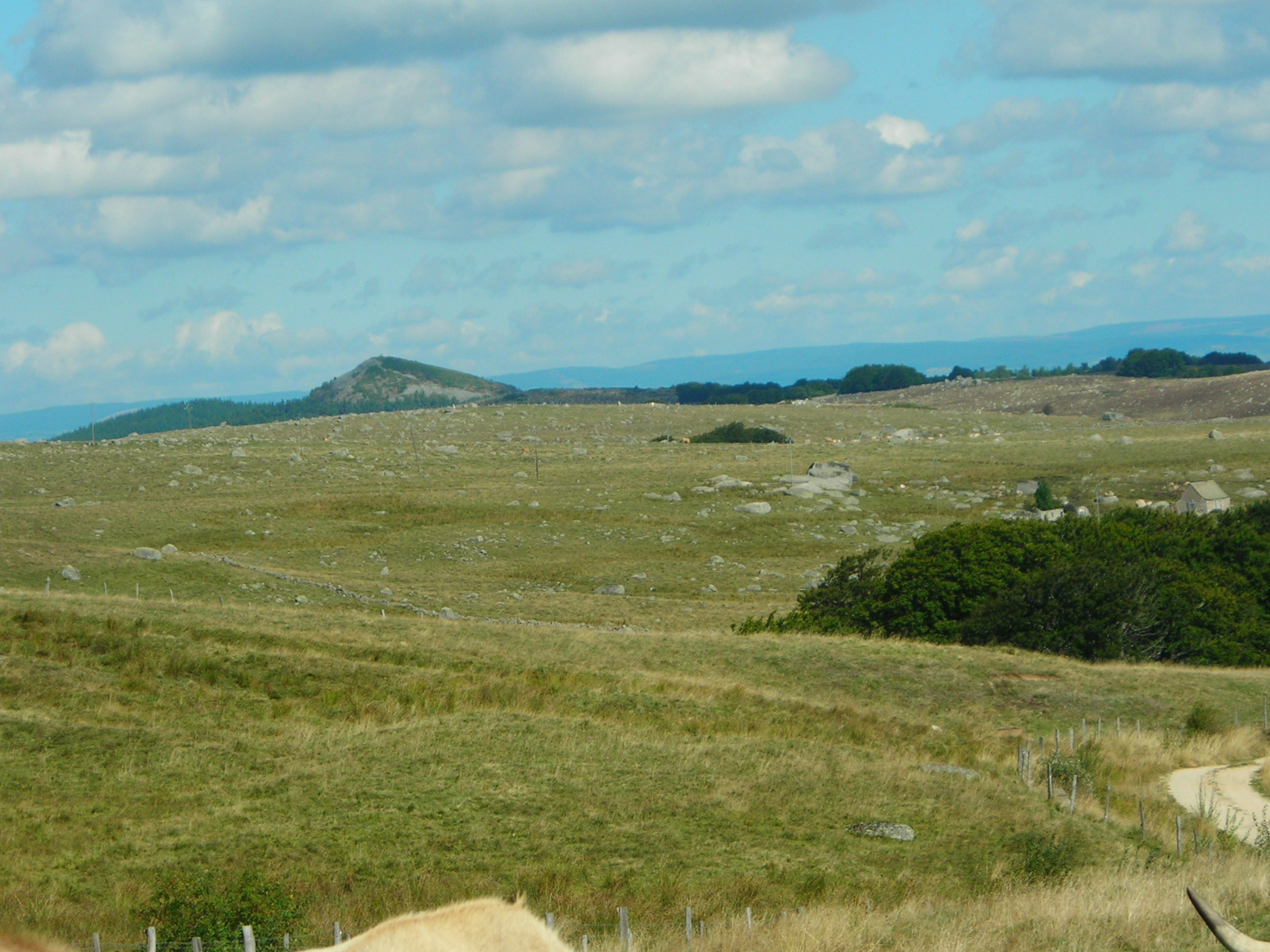
Le pic de Mus vu de la montagne de Rabios.

### Protection environnementale
Il n'existe pour le moment que peu de mesures de protection de la flore et de la faune sur l'Aubrac. En particulier, il n'existe aucune réserve naturelle alors que plusieurs sites, en particulier des zones humides, mériteraient une telle protection.
Le parc naturel régional de l'Aubrac, mis en place le 23 mai 2018, devrait permettre de faire évoluer la situation dans le sens d'une meilleure protection de l'environnement en parallèle de la gestion touristique. Pour l'heure, n'existent que les zones natura 2000 détaillées ci-dessous :
- Aveyron[69],[70]
- Cantal[71]
- Lozère[72] (une extension de cette zone à tout l'Aubrac lozérien est actuellement à l'étude)

Les zones natura 2000 de l'Aubrac lozérien et cantalien sont situées sur le plateau et comprennent de nombreuses zones humides d'un grand intérêt écologique. La zone natura 2000 de l'Aubrac aveyronnais recouvre la forêt domaniale d'Aubrac qui constitue l'une des plus belles hêtraies d'altitude de France.

### Patrimoine et traditions

#### Gastronomie

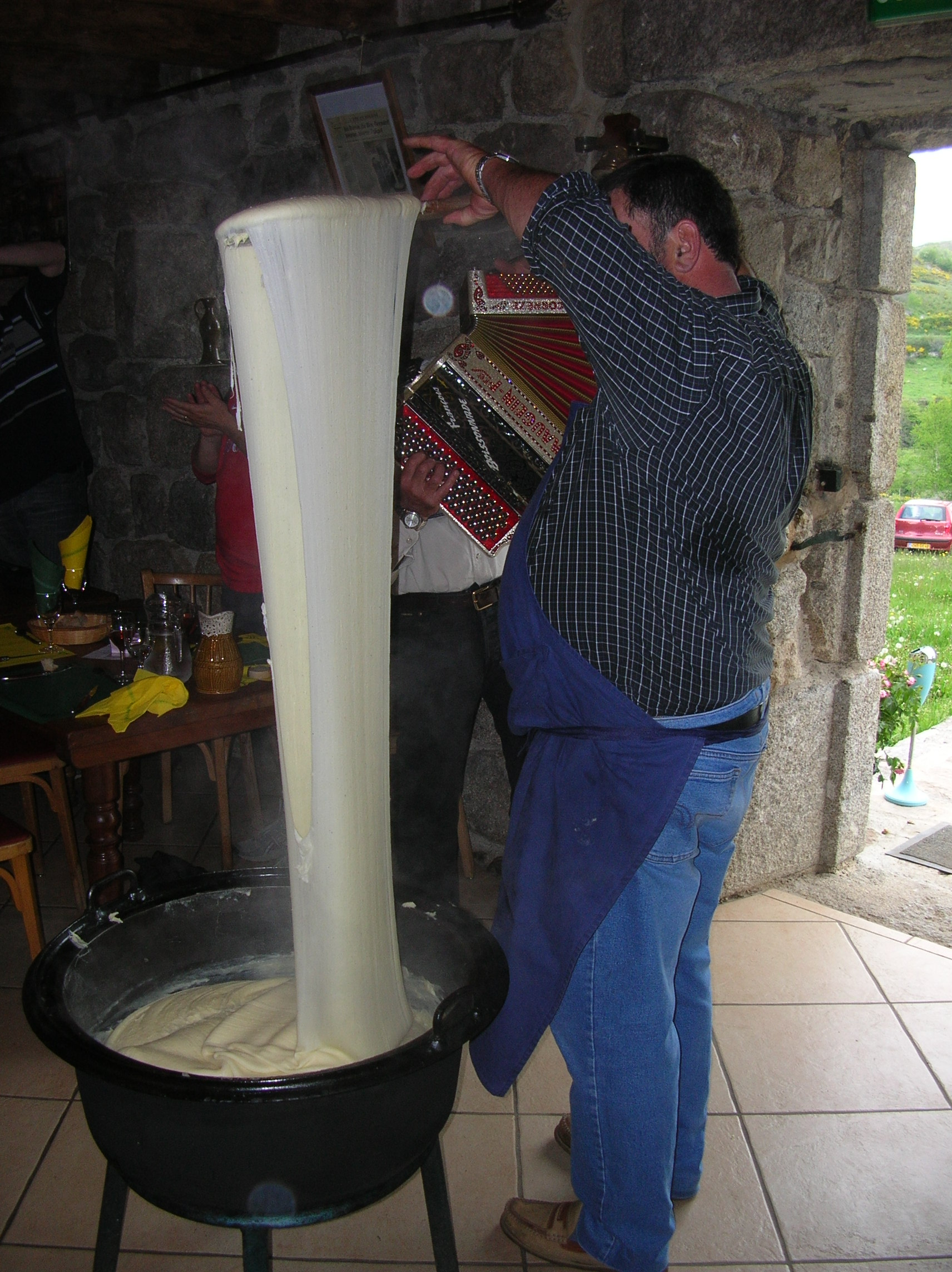
Réjouissances sur l'Aubrac : accordéon et aligot.

Le fromage de Laguiole est emblématique du patrimoine gastronomique de l'Aubrac et l'aligot en est le plat incontournable, il est de toutes les fêtes.

#### Musique traditionnelle
L'Aubrac est une terre de folklore vivace. Les bals traditionnels dans les fêtes de village sont nombreux. On y joue de l'accordéon et de la cabrette et les danseurs interprètent une grande variété de danses : bourrée, valse, marche, etc. L'Aubrac a produit des compositeurs talentueux de musique traditionnelle ou de bal musette comme Jean Vaissade (auteur du célèbre Sombreros et mantilles), Jean Perrier ou Jean Pons. Le genre musette découle d'ailleurs de la musique auvergnate jouée au XIXe siècle dans les cafés de la capitale tenus par des Aveyronnais, des Cantaliens ou des Lozériens (ces derniers seraient donc les inventeurs de danses aussi populaires que la java par exemple). Aujourd'hui, la région compte encore de nombreux musiciens (accordéonistes et cabretaires d'après l'occitan) connus localement mais aussi appréciés de la « diaspora » à Paris (amicales aveyronnaises et auvergnates).
Toutefois, le folklore de l'Aubrac n'est pas toujours festif, il peut être aussi mélancolique avec les « regrets », chants tristes, interprétés en occitan, et dont l'origine est très ancienne (certainement issus de la tradition celte)[réf. nécessaire]. Ils sont souvent accompagnés de la seule cabrette et on les compare parfois aux ballades irlandaises. Le chant lou mazuc, très connu en Aubrac, peut se classer dans cette catégorie. Par ailleurs, le compositeur français Joseph Canteloube (1879-1957), passionné par le patrimoine musical de la Haute-Auvergne (Aubrac et Cantal essentiellement), a repris certains de ces chants et les a adaptés au répertoire classique et lyrique dans son recueil Chants d'Auvergne (qui contient le célèbre baïlero mais aussi des adaptations étonnantes de bourrée).

#### Littérature
Chaque année, le dernier week-end d'août, le village d'Aubrac accueille une manifestation littéraire : Les Rencontres d'Aubrac.

## Culture populaire

### L'Aubrac vu par Julien Gracq

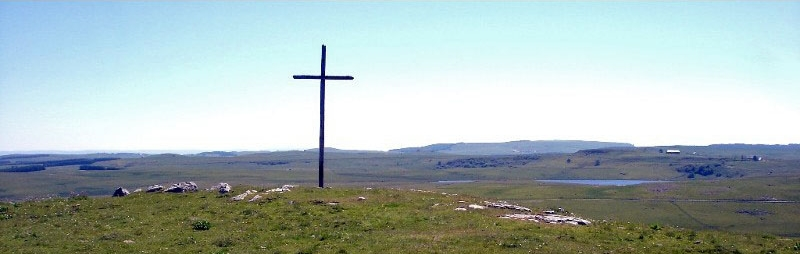
Le plateau de l'Aubrac.

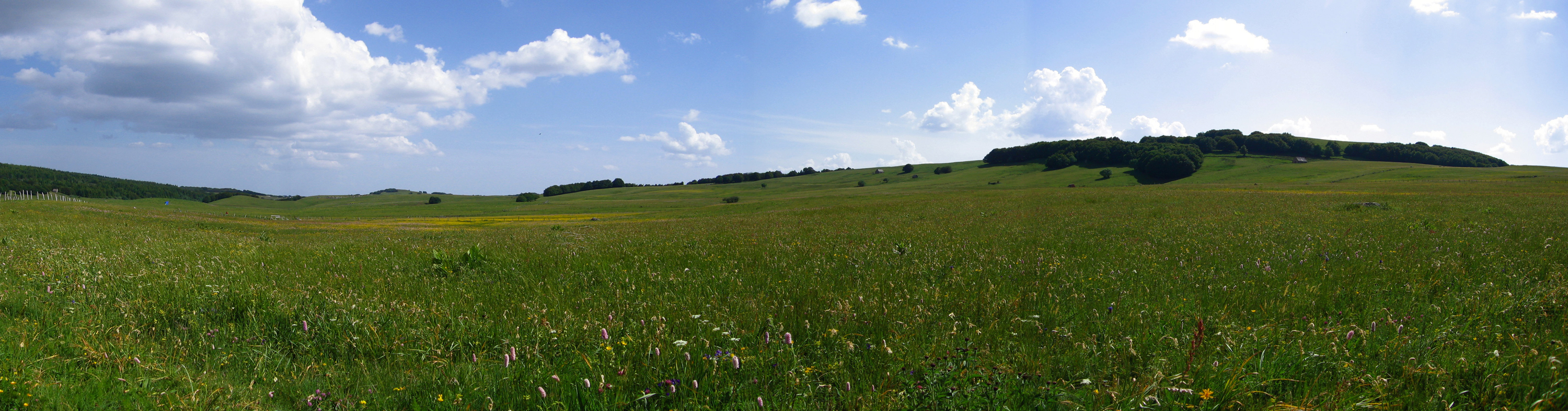
Panorama d'Aubrac à Bonnecombe.

« Une attraction sans violence, mais difficilement résistible me ramène d'année en année, encore et encore, vers les hautes surfaces nues, basaltes ou calcaires du centre et du sud du massif : l'Aubrac, le Cézallier, les planèzes, les causses. Tout ce qui subsiste d'intégralement exotique dans le paysage français me semble toujours se cantonner là : c'est comme un morceau de continent chauve et brusquement exondé qui ferait surface au-dessus des sempiternelles campagnes bocagères qui sont la banalité de notre terroir. Tonsures sacramentelles, austères, dans notre chevelu arborescent si continu, images d'un dépouillement presque spiritualisé du paysage, qui mêlent indissolublement, à l'usage du promeneur, sentiment d'altitude et sentiment d'élévation. »
— Julien Gracq, Aubrac
— Julien Gracq, Liberté Grande, José Corti, 1946
— Julien Gracq, Carnets du Grand Chemin, José Corti, 1992

### L'Aubrac au cinéma et à la télévision
- 1963 : Un roi sans divertissement de François Leterrier (lieu de tournage : Les Hermaux)
- 1972 : La Tuile à loups
- 1994 : le générique de l'émission C'est pas sorcier, sur France 3, montrant le camion, est tourné sur le plateau de l'Aubrac
- 2003 : Nos enfants chéris de Benoît Cohen
- 2005 : Saint-Jacques… La Mecque de Coline Serreau
- 2010 : La Princesse de Montpensier de Bertrand Tavernier (tourné au château de Messilhac)[76]
- 2018 : Rémi sans famille d'Antoine Blossier